# パナソニックホールディングス
パナソニック ホールディングス株式会社（英: Panasonic Holdings Corporation）は、大阪府門真市に本社を置く、日本の多国籍電機メーカー持株会社。エアコンや洗濯機などといった白物家電分野をはじめ、照明器具・配線器具などの住宅設備分野や、リチウムイオン二次電池などの車載分野などに重点を置く。旧社名は松下電器産業株式会社（まつしたでんきさんぎょう、英: Matsushita Electric Industrial Co.,Ltd.）、パナソニック株式会社。
日本国内における電機業界ではソニーグループ ・日立製作所に次いで3位の売上高を誇る。日経平均株価およびTOPIX Large70、JPX日経インデックス400の構成銘柄の一つ。
ブランドスローガンは「幸せの、チカラに。」

## 概説
社内カンパニー制を採用していたが、2022年4月より持株会社制に移行した（後述）。廃止前の社内カンパニーは、くらし事業本部(くらしアプライアンス社、空質空調社、コールドチェーンソリューションズ社、エレクトリックワークス社、中国・北東アジア社)、パナソニック システムソリューションズ ジャパン株式会社、エナジー社、オートモーティブ社、インダストリー社、パナソニック ハウジングソリューションズ株式会社、パナソニック エンターテインメント&コミュニケーション株式会社、オペレーショナルエクセレンス社の7事業セグメントと1ビジネスプラットフォーム部門で構成されていた。連結対象会社数は523社である。関連会社も含め、家電製品の他にも産業機器・通信機器・住宅設備・環境関連機器などの電気機器を中心に多角的な事業を展開している。松下電工の合併および三洋電機を連結対象に収めた現在は、車載設備・住宅設備・エネルギーマネジメント機器などを核とした成長戦略を進めている。以前はコンシューマー向け製品・サービスに特に力を入れていたが、2013年から企業向け製品・サービス（BtoB）の比率を上げる方向へと転換した。さまざまな分野や製品で国内外企業と競合しつつも、ソニー・東芝・日立製作所・オリンパス・富士フイルムなどと提携・合弁・事業移管も行っている。
日本国内では唯一の総合家電メーカー（全部門を網羅）となったため、家電業界の多くの部門でトップシェアを有し、家電以外の業界（電池、住宅用太陽光発電、照明器具、電設資材、ホームエレベーター、電動アシスト自転車など）でも国内シェア1位を占める。また数々の業界がグローバル展開している（アビオニクス、車載用リチウムイオン電池、換気扇、コードレス電話、業務用冷蔵庫）。このうち、機内エンターテイメントシステム (In-Flight Infotainment System）は世界シェア約8割と寡占状態が進んでいたが、2010年代半ばより技術の陳腐化によりシェアを落とし2020年代にはシェア1割以下に落ち込んでいる。国内自動車メーカーの多くに搭載されていたカーナビ・車載インフォテインメントシステム (In-Vehicle Infotainment System) や車載カメラなどの車載機器事業は2024年に投資ファンドへ譲渡された。
知財活動に秀でており、パテント・リザルト社の「特許資産規模ランキング」で2017年度は2位を獲得している。

### 経営理念
綱領
産業人たるの本分に徹し、社会生活の改善と向上を図り、世界文化の進展に寄与せんことを期す
信条
向上発展は各員の和親協力を得るに非ざれば得難し　各員至誠を旨とし一致団結社務に服すること
私たちの遵奉すべき精神
産業報国の精神、公明正大の精神、和親一致の精神、力闘向上の精神、礼節謙譲の精神、順応同化の精神、感謝報恩の精神

## 歴史

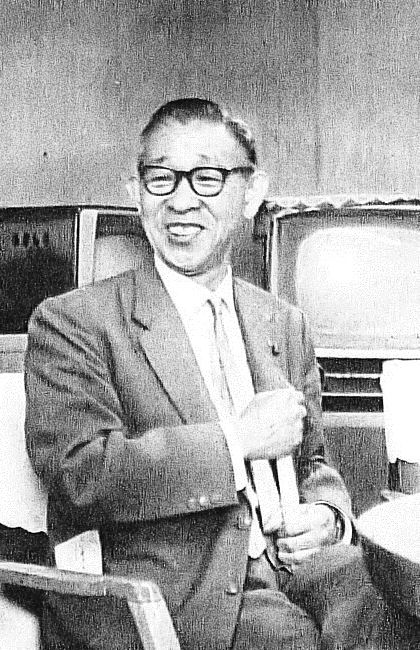
松下幸之助

ナショナル時代のロゴ（1973年〜2008年）

### 創業から終戦まで
- 1917年6月 - 松下幸之助が大阪府東成郡鶴橋町大字猪飼野（現・大阪市東成区玉津二丁目）の借家で電球用ソケットの製造販売を始める。当時は幸之助の妻・むめのと妻の弟である井植歳男（後の三洋電機の創業者）の3人で営業していた。
- 1918年3月7日 - 大阪市北区西野田大開町（現・大阪市福島区大開二丁目）に移転。松下電気器具製作所を創立する。
- 1922年 - 大阪市北区西野田大開町（現・大阪市福島区大開二丁目）に新工場（第一次本店・工場）を建設して移転。
- 1927年 - 自転車用角型ランプを販売。この商品から、「ナショナル（NATIONAL）」の商標を使用しはじめる。
- 1929年 - 大阪市北区西野田大開町（現・大阪市福島区大開一丁目）に新工場（第二次本店・工場）を竣工する（同跡地には現在松下幸之助創業の記念碑が存在）。
- 1931年 - ラジオの生産を開始。
- 1932年 - ラジオの重要部の特許を買収し、同業メーカーに無償で公開。戦前のエレクトロニクス業界の発展に寄与。
- 1933年 - 大阪府北河内郡門真村大字門真（現・門真市大字門真）に大規模工場を建設して移転。事業部制を導入。
- 1935年
  - 7月 - 国民ソケットを発売[16]。
  - 8月 - 松下電器貿易、松和電器商事（1943年本社へ編入）を設立[17]。
  - 12月 - 松下電器産業株式会社（まつしたでんきさんぎょう、Matsushita Electric Industrial Co., Ltd.）に改組、松下電器（後の松下航空工業、パナソニック電工）、松下無線、松下乾電池、松下電熱、松下金属、松下電器直売など9分社を設立[17]。
- 1936年 - 分社としてナショナル電球、朝日乾電池を追加。
  - 10月 - 白熱電球の製造を開始。市場をほぼ独占していた白熱舎（現在の東芝）と同価格で売り出す[18]。

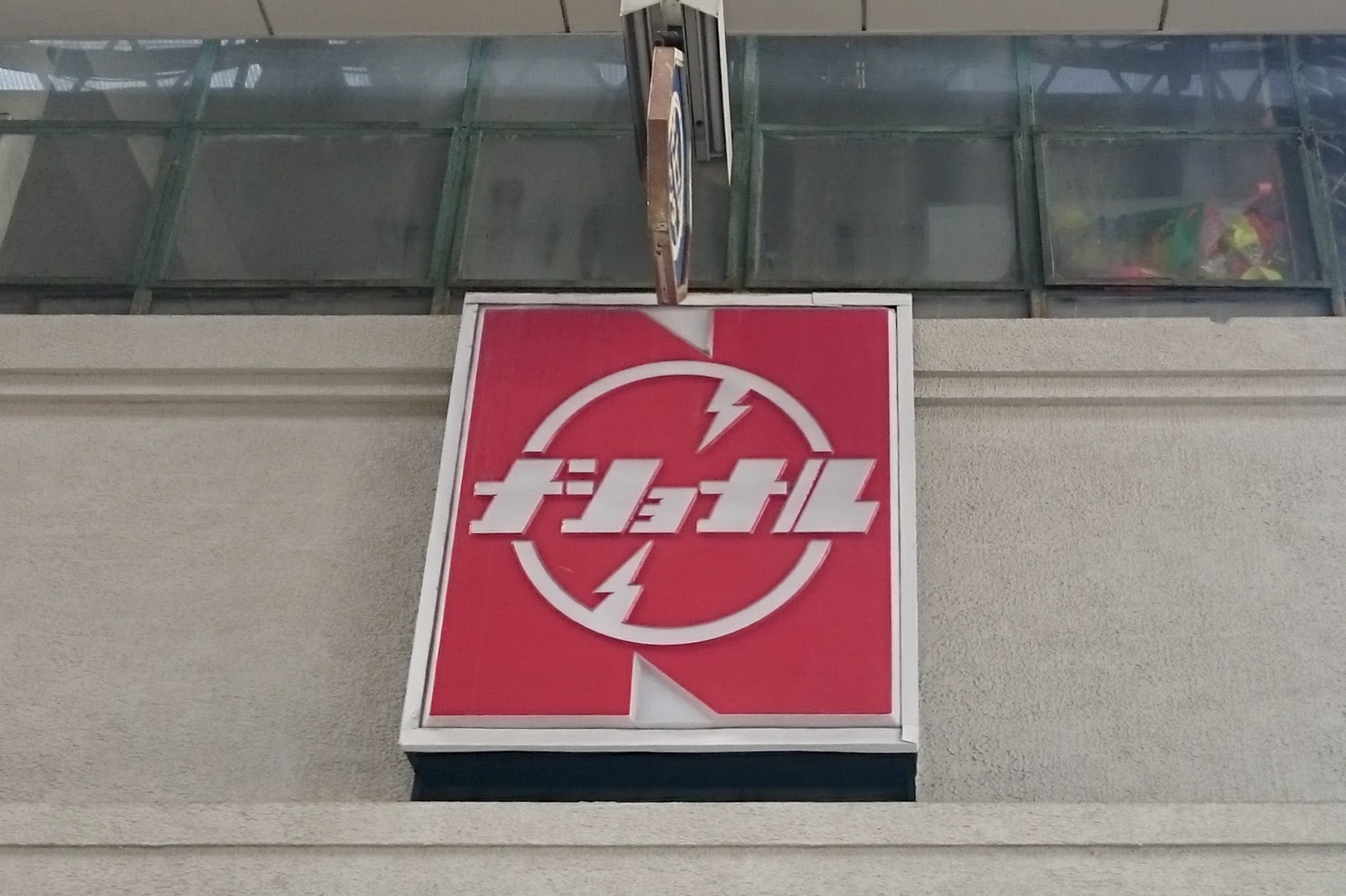
Nマークとナショ文字を使用した店舗看板（大分県別府市）

- 1937年 - 「ナショナル」のロゴ書体「ナショ文字」を制定[19]（1987年に使用中止）。
- 1938年 - 分社化が加速。同年6月ナショナル蓄電池、10月に松下電動器を設立、1944年までに合計32社が設立された[17]。この年、分社の松下電器が直接兵器類の部品受注を受けるなど、軍需品中心の生産体制に移行開始。9月、満州松下電器設立（1942年には満州無線工業設立）。
- 1943年
  - 8月 - 分社の松下電器が松下航空工業に改組、軍需産業に本格参入。軍部命令による2分社、松下造船（12月の第一号船進水式以来、木造船42隻、曳航船9隻建造）と松下飛行機（木造飛行機4機製造）を設立。
- 1944年 - 松下無線、松下乾電池、松下電器工業（松下電熱、松下電動器が既に編入）、松下蓄電池製造の4製造分社を本社に吸収合併するなどグループ再編実施。
- 1945年
  - 8月15日  - 日本敗戦により、在外資産（敗戦前に失っていた満州松下電器、朝鮮松下電器の諸工場と営業所、台湾松下電器、ジャワの電池工場、マニラの真空管工場を含め、上海の松下電業本社及び工場など計20カ所の海外事業所）のほとんどすべてを失う[20][21]。

### 戦後 - 1960年代
- 1946年 - 第二次世界大戦後、連合国軍最高司令官総司令部（GHQ）により制限会社の指定を受けた。しかし、軍需産業とみなされたことと大資本のため統廃合の制限がされた松下電工（当時 松下航空工業）以外の分社を再統合（合併）して事業部制に戻し、洗濯機などの製造を開始した。
- 1947年 - 制限会社の指定を受けたことに伴い、専務取締役の井植歳男が公職追放。井植は兵庫県加西市（旧・加西郡北条町）の松下航空工業北条工場と自転車用発電ランプの製造権、職員の一部を引き継ぎ、三洋電機として独立。
- 1951年
  - 9月 - 松下電器産業の単独提供によるラジオ番組『歌のない歌謡曲』が、新日本放送（現在のMBSラジオ）で放送を開始。後に、MBSを初めとするJRNの企画ネット番組として、全国のJRN加盟局で放送されている。
- 1952年
  - 12月 - オランダのフィリップスと提携し、松下電子工業を設立。
  - この後各工場の新設、拡充が相次ぐ。
- 1954年 - 戦争でほぼ壊滅状態にあった日本ビクターと資本提携する。その際ビクターを吸収したりせず、ビクターとは競争しながら発展していくという関係をとることになった。その理念は社長が変わった後も続いていたが、2007年秋に資本関係を解消する事に合意。同年8月に総額350億円の第三者割当増資をケンウッドならびにスパークス・グループに行い、松下の保有比率は36.90%となり連結子会社から外れ持分法適用関連会社となった。その後2011年1月には第三者割当増資により20%以下となり、持分法適用会社からも外れた。さらに、同年10月に持株会社がケンウッドと共に吸収合併され、現在はJVCケンウッドとなっている。
- 1955年 - 「Pana Sonic」ブランドを、単体ダブルコーンフルレンジスピーカーユニット8P-W1（通称「ゲンコツ」。のちに国内向けはEAS-20PW09に型番変更。）の輸出に初めて使用。
- 1957年 - 全国の「街の電器屋さん」が加盟する日本で最初の系列店ネットワーク「ナショナル店会」（後のナショナルショップ制度）が発足。高度成長期の強大な販売網として機能し、ピーク時には全国で約5万店[注釈 1] にまで増加した。後継者不足や量販店との競争激化により現在[いつ?]は約1万8000店にまで減少している。
- 1959年 - ナショ文字と「National」の頭文字のNを組み合わせたロゴ「Nマーク」を制定[19]。
- 1961年
  - 1月 - 松下正治副社長が社長に就任。
- 1964年 - 『熱海会談』。系列店への熾烈な販売ノルマや、テレビの不良品などが問題化し、3日間に亙って紛糾。幸之助が会長兼営業本部長代行としてトップセールスに復帰する契機になる。
  - ダイエー・松下戦争始まる。松下電器はダイエーに対しての商品出荷を全面的に停止する。
- 1965年 - 「Technics」ブランドがTechnics 1に初めて使用される。完全週休2日制を実施。新販売制度（流通経路の短縮主体）。高度成長路線に乗る。
- 1966年 - 英字表記の「NATIONAL」ロゴを国内向け製品に、「PANASONIC」ロゴを海外向け製品、および国内向けトランジスタラジオに使用開始。「ナショナル」が米国で商標登録されており使用できなかったことがその動機だが、「パナソニック」に落ち着くまでに、1964年5月に「NATIONAL PANASONIC（ナショナル・パナソニック）」で米国への輸出が認められ、以後、「KADOMAX（カドマックス）」、「マツシタ」、「マーツ」を経て「パナソニック」となっている。
- 1967年7月 - ダイエーなどの安売り店への出荷停止や締め付けなどに関して、公正取引委員会は松下電工を立ち入り検査し、私的独占の禁止及び公正取引の確保に関する法律（独占禁止法）第19条に抵触する「不公正な取引方法」として排除勧告を受けるも松下幸之助はこれを拒否する。
- 1969年 - 東京電気化学工業（現・TDK）と提携。

### 1970年代 - 1990年代
- 1970年 - 世界初のダイレクトドライブ式ターンテーブルSP-10を発売。日本万国博覧会に松下館を出展。当時の文化の資料を収め5000年後の開封を目指したタイムカプセルを展示した。
- 1971年 - 「PANASONIC」ロゴを、「Panasonic」へ変更（国内向け製品では1973年まで「PANASONIC」ロゴを使用）。
- 1973年 - 「NATIONAL」ロゴを、「National」へ変更。パナファコム株式会社（現：株式会社PFU）を設立。韓国の亜南（アナム）グループと合弁で「亜南・ナショナル（現：亜南電子）」を設立、「Anam National」ロゴを使用しはじめる。アマチュア無線用トランシーバ「RJX-601」、製造発売。
- 1975年 - 同社最高級のアマチュア無線用トランシーバ「RJX-1011」製造発売開始。
- 1977年
  - 2月 - 山下俊彦取締役が社長に就任。
  - VHS方式のビデオテープレコーダ（マックロード）を発売。蛍光灯「パルック」発売。
- 1979年 - 業務用音響機材のブランドとして、「RAMSA」を使用開始。
- 1982年
  - 2月1日[22] - 業界初のカラーオーダー冷蔵庫発売。
  - 8月下旬 VHS-C方式のビデオレコーダーNV-200を発売[23]。
- 1983年
  - ワープロパソコン「パナワード・ジュニア」発売(12インチグリーンCRT込みの本体82万7200円、漢字マルチプラン8万9000円、漢字BASIC 5万円)[24]。
- 1986年
  - 2月 - 谷井昭雄専務が社長に就任。
  - 「パナソニック/Panasonic」ブランドを国内でも単独で使用開始。初使用した製品はMSX2パソコン「FS-A1」[25]。この頃から「松下電器」の独自制定書体も使われなくなり、一般的なゴナ系の書体に変更される。
- 1987年 - 富士通FM-RのOEM仕様のデスクトップPC「PanacomM500/700」を発売[注釈 2]。
  - 9月 - 中国に初めて合弁会社、松下彩色顕象管有限公司（カラーブラウン管製造）を設立した。
  - 10月 - 同社初の据置型DATデッキ「SV-D1000」を発売。
- 1988年10月 - テレビ・ビデオデッキ・CDラジカセ・ミニコンポなどのAV家電部門が順次、「National」ブランドから「Panasonic」ブランドへ移行する。
- 1989年 - 新しいスタイルのナショナルショップチェーン「パナック」を立ち上げ。
  - 4月27日 - 創業者の松下幸之助が死去。享年94。
  - 8月1日 - 本社技術部門の大規模な改革。
- 1990年 - MCA社（現・ユニバーサル・スタジオ）を子会社化。
- 1991年
  - 6月1日 - 窓口が各部門に散らばっていた社会事務室を文化支援室として本社に新設し、窓口を一本化する[26]。
- 1992年
  - 8月 - AMステレオ放送対応第1号機となる携帯ラジオ「RF-U09」を発売。
  - 10月 - 同社初にして日本初の据置型DCCデッキ 「RS-DC10」を発売。
- 1993年
  - 2月 - 森下洋一専務が社長に就任。
  - 4月 -フィリップスとの合弁解消、クロスライセンス契約（cross-licensing agreement）に移行。
- 1994年 - ダイエー・松下戦争終結。ダイエーグループ店舗への松下電器商品の販売供給を再開する。
  - 3月20日 - 3DO REAL（FZ-1）発売。
  - 12月 - パナソニック製AMステレオ対応受信機全体で28機目の最終モデル「ST-GT70」発売。本機を最後に翌1995年以降はAMステレオ対応受信機の新規生産を取りやめ。
- 1995年 - MCA社への出資分80%をシーグラム社に売却。
  - 4月 - 光ディスクPDを開発。
- 1997年
  - 4月 - 社内分社制を導入（関連する事業部を統合・集約）。
  - 5月 - 同社初のデジタルカメラ「COOLSHOT II」を発売、および「COOLSHOT」ブランドの展開。
- 1998年 - 韓国にて「Anam National」ブランドを廃止（「Anam」ロゴは「ANAM」へ変更）。

### 2000年代
- 2000年
  - 6月 - 中村邦夫専務が社長に就任。森下社長は会長に、松下正治会長は名誉会長に、松下正幸副社長は副会長に就任した。将来の社長候補と目されていた創業者・幸之助の直孫である松下正幸が副会長に就任したことにより、松下一族による社長世襲はほぼ霧消したといえる。
- 2001年
  - 4月 - 松下電子工業を吸収合併し、社内分社として「半導体社」「ディスプレイデバイス社」「照明社」の3部門を設ける。
  - 8月 - 同社傘下にある宮田工業（自転車や消火器などのメーカー、現在のモリタ宮田工業）の保有株式の半数をモリタへ譲渡。
  - 10月27日 - 「LUMIX」ブランド初となるデジタルカメラ「DMC-LC5」「DMC-F7」を発売。これらのモデル以前で使用されていた「COOLSHOT」ブランドは実質的廃止に。
  - 12月14日 - 任天堂と共同開発商品DVD/GAME Player Q発売。
- 時期不詳 - 長年にわたって続けてきた太陽電池の研究開発を取りやめ、家庭用の燃料電池事業に特化することを決断。経営危機さなかのやむを得ない判断ではあったが、これが大きな誤算となり、後に三洋電機の買収へ動くきっかけとなる。
- 2002年
  - 業績悪化により、2001年度末までに13,000人を早期退職させ、企業年金を減らす事業の再構築を推し進めた。
  - 10月1日 - 株式交換により松下通信工業、九州松下電器、松下精工、松下寿電子工業、松下電送システムを完全子会社化。
- 2003年 - グローバルブランドを「Panasonic」に統一、グローバルブランドスローガン「Panasonic ideas for life」の導入。
- 2004年 - アルカリ乾電池以来40年ぶりとなる新型の乾電池「オキシライド乾電池」を開発。
  - 4月1日 - 戦後長らく独立路線であった松下電工を再び子会社化。
  - 7月31日 - 同社初のBlu-ray Disc方式のレコーダーを発売。
- 2005年
  - ソフトウェア特許侵害を主張してジャストシステムを告訴。一審で勝訴したものの控訴され、松下製品の不買運動なども発生。二審において逆転敗訴で決着。→ウィキニュース[注釈 3]
  - 同社傘下の松下興産株式を大和ハウス工業へ譲渡する話が出たものの、条件が折り合わず断念。結局は金融機関の債務免除を経てアメリカの投資ファンド、エートス・ジャパンへと譲渡。松下興産は、その後採算事業である不動産事業は新設したMID都市開発（現関電不動産開発）に譲渡し、不採算事業のみ残し豊秀興産に社名変更のち解散した。
  - 1985年から1992年製のFF式石油温風機による一酸化炭素中毒事故で死亡者が出たことが発覚。無償修理が発表されたが、発表後も事故が発生（詳細は後述）。
  - 1月 - オリンパスと一眼デジタルカメラの共同開発で合意。
  - 2月 - プラズマディスプレイの開発に関して日立製作所と提携し、同社と合弁で特許管理会社を設立する他、原材料の調達や電子部品の開発などを共同で行う。
  - 3月 - 石油暖房機、石油ファンヒーター、石油ストーブ、石油給湯機の生産・販売を終了、ナショナルショップへはコロナ製の石油ファンヒーターが供給された。
  - 12月 - リコール済み石油温風機で死亡事故発生。松下グループはこの月、松下電工・Panasonicブランドの割り当てを含めて全商品のCMを自粛しお詫びCMを10日間放映。放映時間は約80時間にも及んだ。
  - 12月7日 - 韓国のサムスンSDIは同社のプラズマディスプレイパネル（PDP）関連の特許9件を侵害されたとして、松下電器を相手取り、米ロサンゼルスの連邦地方裁判所に提訴したのをきっかけに、両社双方提訴、2008年1月に和解。
- 2006年
  - 6月 - 大坪文雄専務が社長に就任。中村邦夫社長が会長に就任。
  - 7月22日 - 同社初の一眼カメラ「DMC-L1」を発売。オリンパス株式会社との共同開発。
  - 10月 - 翌年3月までに家庭用ガス器具の生産・販売を終了すると発表。なお、家庭用燃料電池のエネファーム（当時の商品名はライフエル）およびTESの端末である浴室暖房乾燥機の生産は続行、販売した製品のアフターサービスおよび部品供給はこれまで通り行う。ガス器具の売り上げは130億円だった。リンナイ・ノーリツ・パロマに比べ規模が小さく、収益の上がる見込みがないと判断、ガス器具からの撤退を決定した。近年、ガス器具の部品管理が家電部品部門に統合されるなど、会社内での電化商品の販売推進の経営方針もあり、ガス器具部門の衰退がうかがえていた。ガス器具撤退に伴い『ナショナルガス器具』の看板を販売店は降ろすことになり、ナショナルショップには2007年3月からリンナイ製品が供給されている。なお、2008年にガスファンヒーターの生産販売をノーリツに移行した。
  - アナログ放送からデジタル放送への移行に伴い、同社で製造しているテレビ・録画機器のうち、地上デジタルテレビジョン放送非対応モデルの生産を全て終了。
  - 11月 - AMステレオ放送対応ラジオの生産を完全終了（最終生産モデル：RX-FT53、デジタル選局式ポータブルタイプの生産はRF-HS90/HS70を最後に2001年終了。据置単体コンポタイプの生産もテクニクスブランドST-GT550を最後に2004年終了）。
- 2007年
  - 2月 - VHS単体機の生産終了（最終機種はDIGA#アナログチューナーのみ搭載のビデオデッキ最終モデルを参照）。
  - 3月 - ポータブルMDプレーヤーおよびポータブルMDレコーダーの生産を終了（最終機種：SJ-MJ500/MJ99/MJ100/MR270/MR240/MR50）。
  - 4月 - 地上デジタルテレビジョン放送非対応DVDレコーダーの生産を終了（最終機種：DMR-EH75V）。
  - 7月1日 - 松下提供ラジオ番組「Panasonic Melodious Library」放送開始（TOKYO FM制作・JFN38局ネット。毎週日曜10:00 - 10:30）。
  - 8月 - ブラウン管テレビの国内向け生産終了（最終機種：TH-21/25FA8）。
以上をもって、地上デジタルテレビジョン放送非対応製品の生産を全て終了した。
  - 10月 - ポータブルCDプレーヤーの生産を終了（最終機種：SL-CT520/SX482/PH660）。
  - 11月 - ヘッドホンステレオの生産を終了（最終機種：RQ-CW02）。
- 2008年
  - 4月24日 - パイオニアとPDPのパネル・モジュールの開発と戦略的な生産供給に関する包括提携を行うことで基本合意した。PDPの自社生産から撤退したパイオニアに対して松下がパネルを供給。開発および生産の効率アップとコスト競争力の増強に繋げる。5月をメドに正式に提携を行う。
  - 5月15日 - ナショナルブランド最後の新製品である縦型洗濯乾燥機「NA-FR80S1/FR70S1」を発売。
  - 10月1日 - パナソニック株式会社に商号変更。企業グループ名もパナソニックグループとなった。同時に白物家電を中心に一部製品から撤退（冷凍庫単体機、ワインセラーなど）。→社名変更の経緯については後述
  - 10月 - SDオーディオプレーヤー（D-snap）の生産を終了（最終機種：SV-SD870N）。
以上をもって、テープレコーダーを除く全てのポータブルオーディオプレーヤーの生産を終了した。これにより事実上、ほぼポータブルオーディオ市場から撤退した。
  - 10月31日世界初となるミラーレス構造の一眼カメラ「DMC-G1」を発売。「女流一眼隊」のCMで話題に。
- 2009年
  - 12月21日 - 同根企業である三洋電機を連結子会社化。パナソニックグループの一員となる。→詳細は後述

### 2010年代
- 2010年
  - 3月31日 - 旧ナショナルショップ時代から続いてきたパナソニックショップのマスコットキャラクター「パナ坊」の公式使用を完全終了（パナソニックショップ全店で看板・カタログ・チラシ類などからのパナ坊絵柄削除完了）。
  - 12月 - SL-1200MK6が生産完了。「Technics」ブランドが事実上終息する。
- 2011年
  - 4月1日 - パナソニック電工、三洋電機を完全子会社化。これに伴い三洋系列店「スマイるNo.1ショップ」一部店舗において「Panasonic」への看板掛け替えを開始。
  - 6月10日 - 「SANYO」ブランドで発売していたポータブルカーナビゲーション「Gorilla」を「Panasonic」ブランドで発売開始（4機種を皮切りに、8月上旬までに9機種を順次発売開始）。発売元も当社のオートモーディブシステム社に移管。
  - 7月28日 - 子会社化した三洋電機の白物家電事業を中国の家電大手ハイアールに約100億円で売却する旨を公式発表。これにより親会社パナソニックと重複する三洋事業のリストラを加速する。
  - 9月30日 - 三洋系列店「スマイるNo.1ショップ」検索サイトを（パナソニックショップなどへの移行に伴い）この日限りで閉鎖。同時に「SANYO」製品はこの日までにほぼ生産を終了し、親会社「Panasonic」製品へ統合（今後も生産を継続する三洋製品はブランドを「SANYO」から「Panasonic」へ切替）。
  - 10月18日 - 三洋の白物家電事業のうち冷蔵庫・洗濯機部門を中国の家電大手ハイアールへ約100億円で売却、三洋グループ洗濯機・冷蔵庫生産部門社員をハイアールへ移籍。
  - 10月25日 - 「SANYO」ブランドで発売されていたサイクロン式掃除機「airsis（エアシス）」を「Panasonic」ブランドで発売開始（モデルはMC-SXD410）。発売元は当社のランドリー・クリーナービジネスユニットへ移管。
  - 10月 - 「SANYO」ブランドにて「おどり炊き」の愛称で発売されていた可変圧力IHジャー炊飯器を「Panasonic」ブランドで発売開始（モデルはSR-PX101/PX181/PB101/PB181/PA101/PA181の6機種）。発売元は当社のキッチンアプライアンスビジネスユニットへ移管。尚、前述の6機種が自社初の圧力IHジャー炊飯器となった。
  - 12月1日 - 旧「スマイるNo.1ショップ」から衣替えしたパナソニックショップの一部を「スーパーパナソニックショップ」へ新規認定し、スーパーパナソニックショップ検索サイトへ掲載開始。
  - 12月15日 - 「SANYO」ブランドで発売されていたライスブレッドクッカー「GOPAN」を「Panasonic」ブランドで発売開始（モデルはSD-RBM1000）。発売元は圧力IHジャー炊飯器と同じく、当社のキッチンアプライアンスビジネスユニットへ移管。
  - 12月23日 - 大阪府守口市にある三洋電機本社社屋から「SANYO」ロゴ看板を撤去。2日後の12月25日に「Panasonic」看板取付。
- 2012年
  - 1月1日 - パナソニック電工を吸収合併（同時にパナソニック電工子会社はほとんどがパナソニック傘下となる）。この日から三洋グループの工場・営業拠点看板を（従来の「SANYO」から）「Panasonic」へ掛け替え。
  - 2月10日 - VHS方式の家庭用ビデオテープレコーダの日本国内向けの生産・販売終了を発表。
  - 3月31日 - この日をもって三洋の「SANYO」商標廃止。
  - 4月1日 - 三洋系列店「スマイるNo.1ショップ」のパナソニックショップへの吸収合併完了。三洋製品はこの日以降商標を「Panasonic」に完全統一して出荷。
  - 6月27日 - 津賀一宏専務が社長に就任。大坪文雄社長が会長に就任。
  - 10月31日 - 1936年から続けていた一般家庭向用白熱電球の生産を終了。
- 2013年
  - 3月31日 - この日をもってグローバルブランドスローガン「Panasonic ideas for life」および「eco ideas」の使用を中止。
  - 4月26日 - 「SANYO」ブランドで発売されていたニッケル・水素充電池「eneloop」を「Panasonic」ブランドで発売開始。これにより、当社のニッケル・水素充電池は以前から発売されていた「充電式EVOLTA」とのデュアルブランドとなる。
  - 6月26日 - 大坪文雄会長が特別顧問に就任し、長榮周作副社長が会長に就任。初の女性取締役に大田弘子が就任[27]。
  - 9月4日 - 新たなブランドスローガンとして「A Better Life, A Better World」を制定し、同月から使用を開始することを発表[28]。
  - 11月1日 - 2013年度上期決算、好調な業績回復。ヴィコ社買収。
- 2014年
  - 2月4日 - 決算発表にて好調な業績回復を示す。株価が市場で急伸、一時前日比22%高、ブルームバーグ・データによると1974年9月以来約40年ぶりの日中上昇率を記録。前日発表した10 - 12月期決算では純利益が予想を大幅に上回っていた。
  - 8月31日 - 有機EL事業について、産業革新機構主導でジャパンディスプレイとパナソニックの事業を統合しJOLEDを設立することで合意。同社の株式の5%を保有する。
  - 12月1日 - ブランド統合に伴い2010年をもって終息していた高級オーディオ専用の「Technics」ブランドを同年復活[29]（同年9月29日には日本向け製品を2015年2月から順次発売することも発表[30]）。
- 2015年
  - 3月2日 - システムLSI事業を分割、富士通セミコンダクターの同事業と統合しソシオネクストを設立。
  - 8月1日 - パナソニック インフォメーションシステムズ株式会社を、株式交換により完全子会社化。
- 2016年
  - 4月1日 - アメリカの業務用冷蔵庫トップのハスマンを買収。
  - 10月26日 - シーメンスと業務提携により「iLNB」を開発、受注開始。1台のPCで実装ライン全体の稼働状況をリアルタイムで収集、一括制御が可能。
  - 11月1日 - 「パナソニック プラズマディスプレイ」が大阪地方裁判所に会社の解散に伴う特別清算開始を申し立て[31]。
- 2017年
  - 3月27日 - パナソニック デバイスSUNXを株式交換で完全子会社化。
  - 10月2日 - パナホーム（現・パナソニック ホームズ）を株式併合により完全子会社化。
- 2018年
  - 3月 - 創業100周年を迎える。これを記念しての特別コマーシャルがTV、動画サイト、YouTubeのパナソニック公式チャンネルで放映。
- 2019年
  - 1月22日 - トヨタ自動車株式会社と車載用角形電池事業に関する合弁会社「プライム プラネット エナジー&ソリューションズ株式会社」の来年末までの設立に向けた事業統合契約および合弁契約を締結。
  - 5月9日 - 翌年1月7日にトヨタと合弁会社「プライム ライフ テクノロジーズ株式会社」を設立し、両社の一部子会社[32] を合弁会社に移管する街づくり事業の統合に合意[33]。

### 2020年代
- 2020年
  - 9月1日 - 半導体事業子会社のパナソニックセミコンダクターソリューションズ（PSCS）をヌヴォトン（新唐科技）へ売却。
  - 11月13日 - 2022年4月を予定として持株会社体制へ移行し、パナソニック ホールディングス株式会社へ商号変更すること、これに先駆け2021年10月を予定として、現行の社内カンパニー制を廃止し事業再編を行うことを発表[34]。
- 2021年
  - 4月23日 - ブルーヨンダーの買収で最終合意したと正式に発表した、残り80％を71億ドル（約7800億円）で取得し、完全子会社化する[35]。
- 2022年
  - 4月1日 - 持株会社体制へ移行し、パナソニック ホールディングス株式会社へ商号変更。
  - 10月31日- アメリカ・カンザス州に電気自動車向け電池を製造する新工場を建設すると発表した[36]
- 2023年
  - 1月23日 - 同年2月末をもって、2006年に開始した録画用Blu-rayディスクの生産・出荷を完了すると発表[37][38]。
  - 7月3日 - トクヤマからエクセルシャノン株式17%を取得し、エクセルシャノンを連結子会社化する[39][40]。
  - 9月29日 - 「日本の民放ラジオ局で放送期間の最も長いレギュラー番組」として、松下電器産業時代の1952年9月から71年にわたって単独で提供を続けてきた『歌のない歌謡曲』の放送が、この日をもってJRNのネット全局（MBSラジオなど37局）で終了[41][注釈 4]。
  - 9月30日 - 補修用性能部品の供給終了に伴い「SANYO」ブランド製品修理受付を完全終了。
- 2024年
  - 3月29日 - 米投資ファンドのアポロ・グループとの間で、パナソニック オートモーティブシステムズ（PAS）の株式譲渡契約を締結したと発表した[42]。12月に譲渡完了。
  - 9月30日 - 三洋製品カスタマーセンター廃止。パナソニックHPでの「SANYO」ブランド製品取説ダウンロードサービスは継続。
  - 12月31日 - 国際オリンピック委員会とのオリンピック・パラリンピックのワールドワイド公式パートナー契約を終了[43]。
- 2025年
  - 2月17日、敬護の理念を掲げるリハプライム、京都大学、香川大学と 高齢者施設利用者及びその家族のウェルビーイングを向上させる「テレさんぽ日記」サービスの共同実証を開始[44]。

## 会社情報

### 社章

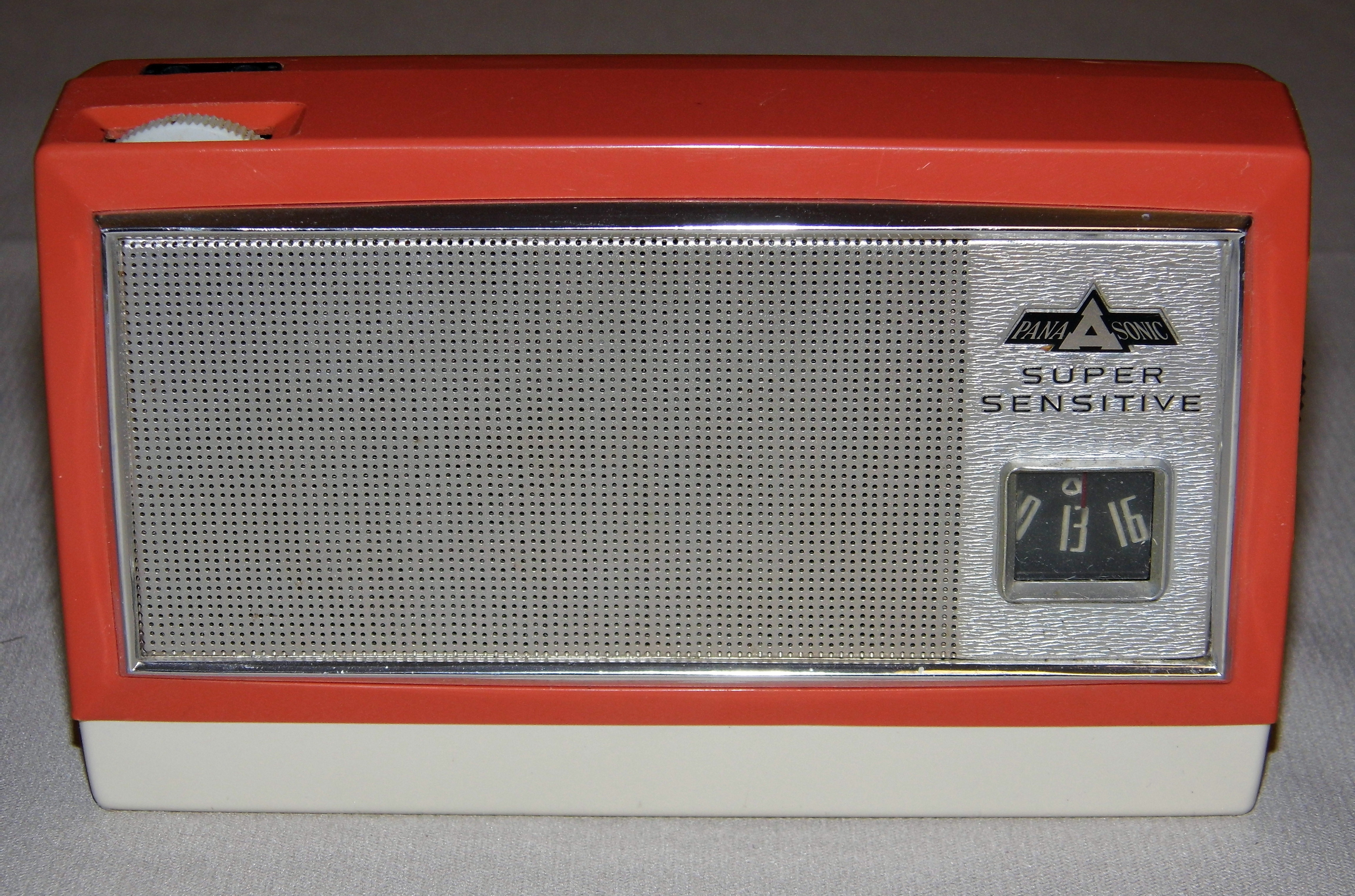
1960年代に輸出されたトランジスタラジオに付けられた「三松葉マーク」

以下、社章の名称はいずれも通称である。
M矢
松下電気器具製作所時代の1920年、松下幸之助がアルファベットの「M」と矢のイラストをデザインとする商標を考案した。この商標は商品や広告でのマークに使用されたほか、1943年まで社章として使用された。松下電工では、2008年10月1日にパナソニック電工に社名変更するまで「M矢」を社章として用いていた。
三松葉
アルファベットを用いた「M矢」が戦時下では好ましくないということで、1943年に、三枚の松葉をデザインしたものに社章を改訂した。2008年の社名変更まで使用。
Panasonic
現在の社章。パナソニック への社名変更を機に、ブランドロゴとして使われていたものを社章にも制定した。グループ企業・団体のうちパナソニックがつくものは、すべて社章を「Panasonic」に変更している。

### 歴代社長
|      | 氏名       | 在任期間               | 出身校                   |
| ---- | ---------- | ---------------------- | ------------------------ |
| 初代 | 松下幸之助 | 1935年12月 - 1961年1月 |                          |
| 2代  | 松下正治   | 1961年1月 - 1977年2月  | 東京帝国大学             |
| 3代  | 山下俊彦   | 1977年2月 - 1986年2月  | 大阪府立泉尾工業学校     |
| 4代  | 谷井昭雄   | 1986年2月 - 1993年2月  | 神戸高等工業学校         |
| 5代  | 森下洋一   | 1993年2月 - 2000年6月  | 関西学院大学商学部       |
| 6代  | 中村邦夫   | 2000年6月 - 2006年6月  | 大阪大学経済学部         |
| 7代  | 大坪文雄   | 2006年6月 - 2012年6月  | 関西大学大学院工学研究科 |
| 8代  | 津賀一宏   | 2012年6月 - 2021年6月  | 大阪大学基礎工学部       |
| 9代  | 楠見雄規   | 2021年6月 - 現職       | 京都大学大学院工学研究科 |

### 松下家役員一覧
- 松下正幸 - 特別顧問、元取締役副会長

## 社名変更

### 社名変更の経緯
世界展開により、「松下 (Matsushita)」「ナショナル (National)」「パナソニック (Panasonic)」の名称を使い分けるデメリットが年々増大し、ブランドイメージの統一が課題となっていた。創業者松下幸之助も、将来的に社名変更の必要性を感じていたようであり、1975年 - 1984年に「グローバルな経営には松下という社名とナショナルというブランドは分かりにくいんじゃないか」と質問された際に、「いずれそういう時がきて必要であれば、社名を変えるのは意に介さない」と断言していた。幸之助と頻繁に接していた役員OBによれば、「彼は存命中にも社名変更を考えていた」という。そこで、1989年1月に入ってすぐに「パナ (PANA)」への社名変更が検討されたが、松下正治が激怒したため棚上げになった。
その状況が長く続いたが、松下電器は日本国外において自社のブランド名「パナソニック」が浸透していることを考慮し、2008年10月1日をもって社名を松下電器産業株式会社（まつしたでんきさんぎょう）から、パナソニック株式会社 (英称: Panasonic Corporation) に変更し、白物家電に使われてきた「ナショナル (National)」ブランドも2009年度までに廃止し、「パナソニック (Panasonic)」へ一本化する意向を、同年1月10日の記者会見で（当時の大坪文雄社長が自ら）公式発表した。6月26日の2008年度定例株主総会にて採決がなされ、全会一致で社名変更は正式決定した。松下やナショナルが付くグループ会社も基本的にパナソニックを冠にした企業名に変更することを発表した。その後、同年6月26日の株主総会において、社名の「松下電器産業株式会社」から「パナソニック株式会社」への変更と、グループ会社名称の「パナソニック」への統一（一部例外あり）が承認された。
その第一段階として、これまで日本国内向けの松下製白物家電に使われてきた「ナショナル」ブランドは同年6月30日製造・出荷・発売分限りで公式使用を完全終了し、「パナソニック」ブランドへの移行は、翌7月1日発売の新製品から先行実施された。以降製造・出荷・発売の松下製白物家電（松下電工の製品含む）は（以前の「ナショナル」ではなく）全て「パナソニック」ロゴに変更されている（一部の「ナショナル」ブランド製品は品番を変更せずに「パナソニック」ロゴにのみ変更されているものがある。その第1号は電球形蛍光灯「パルックボールプレミアQ（クイック）」シリーズと細環型蛍光灯「スリムパルックプレミア」シリーズである）。同年8月25日に旧来の「ナショナル」製品在庫を9月30日までに完全にゼロとする計画を発表した。「ナショナル」製品は現在全て「在庫・展示品限り」となっており、「ナショナル」製品は完売次第、店頭から完全消滅する予定である。その後、9月16日に社名変更日と同日に発売される白物家電を一斉に公式発表した（製造開始時期の関係から旧社名での表記となった）。松下製白物家電各製品カタログは2008年8月発行分まで表紙ロゴは「National」のままだったが、一部製品（エコキュート・IHクッキングヒーター）は（2008年7月発行分から）索引欄に「ブランド」項が新設され、「Panasonic」も併記され始めた。なお、2008年9月発行分から松下製白物家電カタログの表紙ロゴは全て「Panasonic ideas for life」に変更された（シェーバーカタログは松下製白物家電のトップを切って同年8月発行分から表紙記載の商標を「Panasonic ideas for life」に変更。取扱説明書裏表紙における「松下電器産業株式会社」という社名表記は2008年9月30日製造・出荷・発売分限りで終了。翌10月1日以降製造・出荷・発売分からは「パナソニック株式会社」に変わっている）。ナショナルのブランドで発売されていたものを単にパナソニックのブランドに変更したのみの商品は品番の末尾にPを付けている。パナソニック電工が製造する美容・健康商品も同様だが、同社の他の商品は品番の変更なしにブランドを変更している。
系列店「ナショナルショップ」については（2008年度定例株主総会において）パナソニックへの社名変更が正式決定した2008年6月26日以降、看板・シャッターから「National」の文字を外し、名称を「パナソニックショップ」に変更するとともに「Panasonic」ロゴのみを表記した新デザインへの変更作業を順次開始。2009年度までには廃墟を除く全店舗の看板・シャッターが新デザインに切り替わる。後の2009年3月にパナソニックショップキャラクター「パナ坊」（1994年制定）の公式使用を2010年（平成22年）3月31日をもって完全終了を決定（「パナソニック」へのブランド統一に当たり「パナ坊」作者・五味太郎との契約を解除するため）。パナソニックショップ各店へ配布された同年4月発行のパナソニック各製品カタログにその旨の文書を同封した。
2008年9月27日、大阪府門真市の本社屋上の「松下電器」の切り抜き文字を完全撤去した。社名変更は、予定通り2008年10月1日に実施、「松下」や「ナショナル」を冠する子会社も、松下電器本体の社名変更と同時に社名を一斉に変更（「松下電工」→「パナソニック電工」など） し、企業グループも呼称変更した。さらに、パナソニック提供番組についても、社名変更に伴い、2008年10月改編時に、「ナショナル」を冠した番組名称が、「パナソニック」を冠するものへ変更された（「ナショナル劇場」から「パナソニック ドラマシアター」へ）。
パナソニックでは自社が運営する財団法人（松下政経塾、松下教育研究財団など）や松下記念病院といった関連系列団体の名称は維持し、グループ各社の社名変更後もこれらの関連系列団体の名称は変更しないことを表明していた が、松下教育研究財団をパナソニック教育財団とするなど一部の団体は名称変更した。尚、東京都台東区にある浅草寺の雷門にある大提灯の銘板は松下電器から変更されていない。中国では引き続き、日系企業の一社として「松下電器」の名称を使用している。
社名変更後の2009年に発売したau携帯電話「P001」の製造型番は「CDMA MA001」となっているが、これは松下の「ま（MA）」から取られている。この他、日産自動車の純正カーナビゲーションでは型番の2文字目のアルファベット（製造会社を表す）が、パナソニック製は「M」 となっている。これも、松下のMである。

### 「Panasonic」「パナソニック」の由来
1955年の輸出用高性能スピーカーに使われたロゴ、PanaSonicからで、「全ての」という意のギリシア語「PAN」と「音」を意味する英語「SONIC」からなる。海外で「National」の商標が登録されていたことと、「ナショナル」という響きが国家主義と取られかねないために海外向けのブランドとして制定。「松下電器の音をあまねく世界へ」という意味が込められている。現在のロゴはヘルベチカでの文字を少し変えたもので、色は1974年に海外向けCIマニュアルの PANTONE293 がそのまま継続されている。
昭和30年代に松下電器のラジオ事業部部品課に勤務していた齋藤醇爾（さいとうじゅんじ 故人、アマチュア無線の草分けの一人、日本の通信技術や音響技術の発展に携わった）が、「米国に輸出の際にナショナル（National）の名称は、米国のラジオ・メーカーのナショナル・ラジオがすでに商標登録していて使用できなかったため、ラジオ事業部の部品課で知恵をしぼってPanasonicのロゴを考えた」 「当時はPANAVISION方式の大型映画スクリーン投射方式が騒がれた時代であり、それをもじってパナソニックとなった」と回想している。なお、テクニクスについても「ドイツのリンホフ社製カメラのテヒニカ（Technika）が由来である」とも言われている。

### 中国語の社名

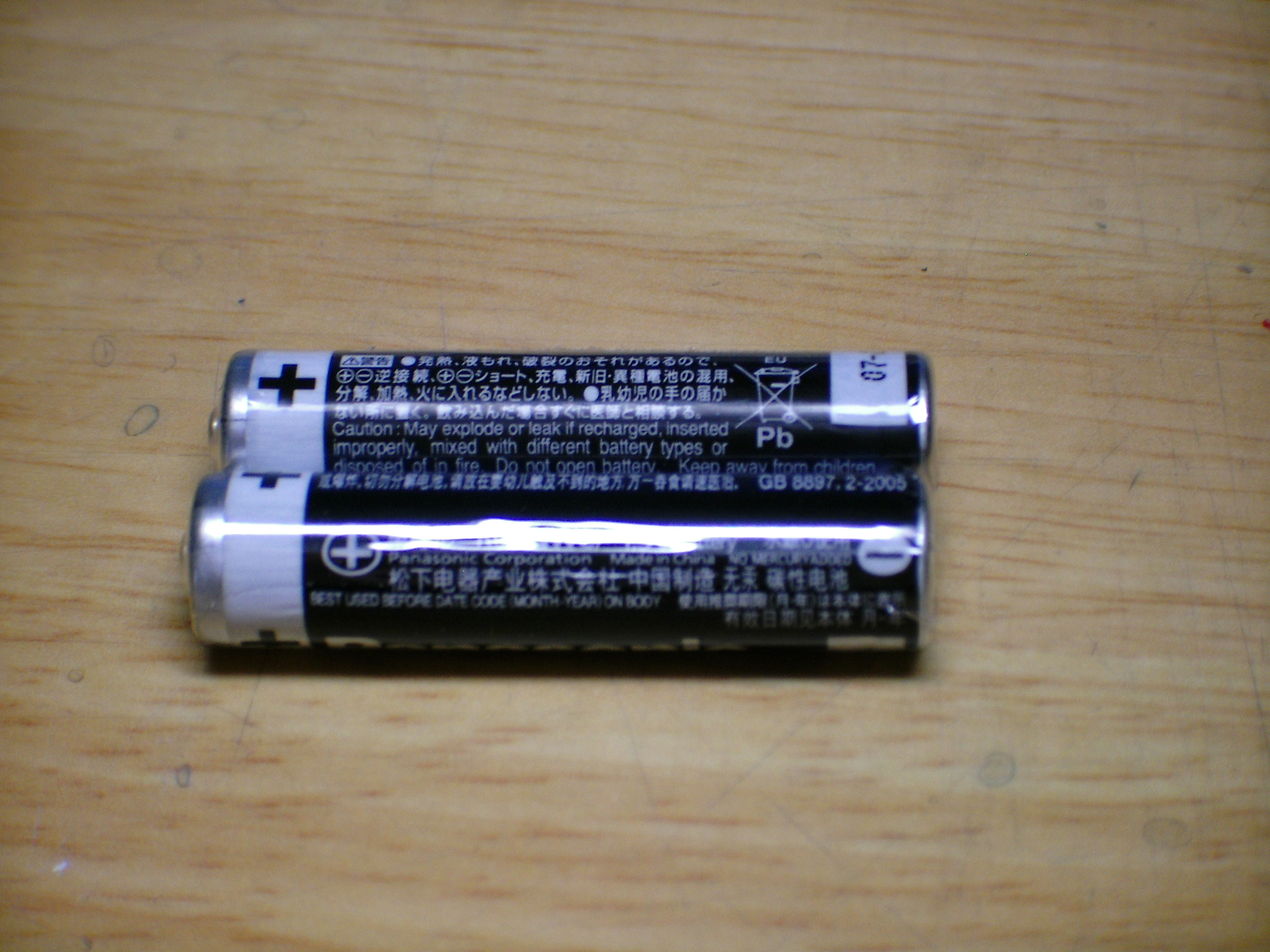
組込用乾電池。英語では“Panasonic Corporation”と書かれているが、中国語（簡体字）では「松下電器産業株式会社（松下电器产业株式会社）」と書かれている。繁体字では「松下電器產業株式會社」。

中国語圏においては社名変更後も「松下」「松下電器産業」の名称を継続して使用している。これは、中国では企業名が法律で漢字表記しか認められておらず、パナソニックにあてる漢字表記が現地で確立していなかったことが大きいが、それに加えて、「松下電器」という名称が中国の近代化に協力した企業として知名度が高いからという理由もある。当社は戦後初めて日本企業として中国に進出するなど、歴史的な経緯から現地で人気が根強く、パナソニックは知らなくても松下を知っているという中国人は多い。したがって、ブランド名はパナソニックを使用しているが、社名は「松下電器」のままなのである。「パナソニック」の音訳は「怕拿索尼客」「怕那索尼克」 となるが、「ソニーに客を取られる（拿）のを恐れる」「あの（那）ソニー（索尼）に克たれるのを恐れる（怕）」という意味や知名度の問題 もあり、中国国内では使われていない。
2014年現在、松下電器の名前を残しているグループ企業は中華人民共和国の現地統括会社である 松下电器（中国）有限公司（英称 Panasonic Corporation of China）と、中華民国（台湾）の現地統括会社である 台灣松下電器股份有限公司（英称 Panasonic Taiwan Co., Ltd. (PTW)）などがある。

## 経営統合及び事業再編

### 松下電工の子会社化
2004年に松下電器産業は、松下電工に対する友好的TOBを実施し子会社化した。ブランド戦略や経営戦略、研究開発にいたるまで統一的に展開することになり、互いの重複事業の再編と家電の営業部門の統合を行った。その結果、両社の共同経営会社のパナホームも松下電器産業直轄の子会社となり、松下電工とともに松下電器産業の住宅、電気設備のセグメント（松下電工、パナホーム）として組織上の再編が行われた。

### 三洋電機の子会社化
2008年11月7日、経営再建中の三洋電機買収交渉を開始すると正式に公表した。パナソニックの三洋買収の狙いは、三洋が持つ世界シェアトップのリチウムイオン電池と、世界7位の太陽電池事業にある。2005年 - 2006年にかけて、三洋電機のメインバンクかつ大株主、三井住友銀行がパナソニックに救済を依頼するも、交渉に至らずにいたが、今回は三井住友の打診に大坪社長自らが動いた。大坪は会見で「世界経済の厳しさは増し、さらなる成長のエンジンが必要だった」と語った。だが、背景には、エネルギー技術の戦略を早期に軌道修正する必要に迫られていたことがあげられる。なお、同年4月28日に、一部報道により、松下と三洋電機が資本提携を検討中と伝えられるが、この当時は否定していた。その後11月1日にも再び報道された。
2009年6月未明、経営再建中の三洋電機を、同年9月1日からパナソニックグループの傘下に収める（パナソニックの子会社とする）方針が明確化した。2009年11月4日に三洋電機株のTOB開始。三洋電機も賛同し、同年12月28日までに三洋がパナソニックグループに入る事がほぼ確定、パナソニックは（売上高では日立製作所を上回る）世界有数の巨大電機メーカーとなることとなった。12月21日にTOBが終了し、三洋の50.27%の議決権（株式）を取得。三洋はパナソニックの連結対象子会社となり、同社の太陽電池や蓄電池技術を生かした、環境に優しいエネルギーマネジメントを実現する商品開発に力を入れる体制が整った。

### 子会社との経営統合、事業再編
2010年5月7日、大坪文雄社長が「子会社化した三洋電機の白物家電事業を将来的に統合する」と同年3月期決算発表記者会見の席上で公式発表。さらに7月28日には、パナソニック、パナソニック電工、三洋電機の3社合同でパナソニックグループの抜本的再編を発表した。まずパナソニックが2011年4月を目処に、発行済み株式の半数超を所有する上場子会社である電工、三洋の全株式を友好的TOBと株式交換によって取得し完全子会社化、翌2012年1月までに事業再編を実施する方針。3社がそれぞれ一定の独立性を持った現状の経営形態では、アジア系電機メーカーとの競争を勝ち抜くには不十分で、競争力強化と意思決定の迅速化を図るには、経営統合、細かく重複の多い既存事業の大胆な整理集約といった抜本的な再編が必要であるとパナソニック側から電工、三洋両社に打診し合意した。さらに、海外の一部製品を除いて三洋の「SANYO」ブランドを原則廃止して「Panasonic」ブランドに統一する方向で検討する旨を発表した。
その後2010年8月23日に電工、三洋に対する友好的TOBを実施。どちらも同年10月7日に成立して同月14日に決済を開始、電工83.93%・三洋80.98%の株式を取得。さらに2011年4月1日付で、TOBで取得できなかった両社の株式を株式交換によって取得し完全子会社化した。そして2012年1月1日付で電工を吸収合併し、パナソニックグループ全体で「コンシューマ」「デバイス」「ソリューション」の3事業分野を核とする事業再編を実施した。事業再編後のパナソニックには、合併した電工を含む3社の主な本社機能を統合したグループ本社やグローバル商品マーケティング本部といったパナソニックグループの中核組織が設置され、テレビ・ブルーレイレコーダーなどのAVCネットワーク機器やエアコン・冷蔵庫などの冷熱機器など当社が持つ強みは主に「コンシューマ」事業で活用される。
同年10月22日、2012年3月31日をもって日本国内の「SANYO」商標公式使用を終了、三洋系列店「スマイるNo.1ショップ」をパナソニックショップへと転換・統合する旨が決定。まず「SANYO」ブランドでの新製品発表は2011年3月31日付で終了。翌4月1日以降三洋が生産・出荷する製品には原則として「Panasonic」ブランドを冠することとなり、「SANYO」ブランドを冠する既存製品の生産・出荷は1年後の商標公式使用終了に向けて縮小、2012年4月以降「SANYO」ブランド製品は「在庫・展示品限り」となり、完売次第市場からは消滅する運びとなる。三洋系列店では、2011年4月以降三洋のブランド変更品を含むパナソニック製品の取扱を本格的に開始。同年10月1日からはかつてのナショナルショップと同様に、三洋系列店の看板から「SANYO」ロゴを外して「Panasonic」へ掛け替える（パナソニックショップへの転換）作業を開始、翌2012年3月末までに作業が完了した。
なお、パナソニックと三洋を合わせたニッケル水素電池事業のシェアが高いため、三洋は車載用以外のニッケル水素電池（eneloopを含む）を製造する三洋エナジートワイセル（現・FDK）などをFDK（古河グループの富士通子会社）に譲渡した。パナソニックも、車載用ニッケル水素電池事業を中国の湖南科力遠新能源に譲渡。
非中核事業としているパナソニック ヘルスケア株式会社については、2014年1月1日に超音波診断装置事業をコニカミノルタへ譲渡、2014年3月末に補聴器事業をパナソニック システムネットワークスに移管した。投資ファンドコールバーグ・クラビス・ロバーツ（KKR）が設立する持株会社PHCホールディングスに1650億円で売却し、PHCホールディングスが第三者割当増資をパナソニックが引き受ける形で20%の株式を保有する形となった。

### 社内カンパニー制度の廃止と持株会社体制への移行
2020年11月13日、開催された取締役会において、2021年10月（予定）に現行の社内カンパニー制を廃止し以下のような事業再編を実施する。
1. 以下の事業を、パナソニック株式会社（2代目）の社内カンパニーとして集約する。
  - 中国・北東アジア社（CNA社）の事業領域をベースに、中国・北東アジア社
  - アプライアンス社（AP社）の白物家電関連の事業領域をベースに、くらしアプライアンス社
  - AP社、ライフソリューションズ社（LS社）の空調、空質関連の事業領域をベースに、空質空調社
  - AP社、US社の食品流通関連の事業領域をベースに、コールドチェーンソリューションズ社
  - AP社、LS社の電気設備関連の事業領域をベースに、エレクトリックワークス社
2. オートモーティブ社（AM社）の事業領域をベースに、パナソニック オートモーティブシステムズ株式会社
3. AP社のスマートライフネットワーク関連の事業領域をベースに、パナソニック エンターテインメント&コミュニケーション株式会社
4. ハウジングシステム事業部の事業領域をベースに、パナソニック ハウジングソリューションズ株式会社
5. コネクティッドソリューションズ社（CNS社）の事業領域をベースに、パナソニック コネクト株式会社
6. インダストリアルソリューションズ社（IS社）の電池関連以外の事業領域をベースに、パナソニック インダストリー株式会社
7. IS社、US社の電池関連の事業領域をベースに、パナソニック エナジー株式会社
8. プロフェッショナルビジネスサポート部門をベースに設立する、パナソニック オペレーショナルエクセレンス株式会社

上記法人のうち、5以外の各社は各吸収分割における分割準備会社として、当社完全子会社を設立する。このうち1については、設立時点では商号を「パナソニック分割準備株式会社」とし、持株会社体制移行と同時に商号を変更する。5は、当社完全子会社である（現）パナソニック システムソリューションズ ジャパン株式会社が吸収分割承継会社であり、2022年4月1日付で同社の商号を「パナソニック コネクト株式会社」に変更する。なお、商号変更後の同社を存続会社として、パナソニック スマートファクトリーソリューションズ株式会社およびパナソニック モバイルコミュニケーションズ株式会社を同日付で吸収合併する予定である。上記に加え、スポーツマネジメント事業強化を目的として、当社の完全子会社として「パナソニック スポーツ株式会社」を設立する。その上で、2022年4月1日付で会社分割により当社のスポーツマネジメント事業をパナソニック スポーツ株式会社に承継する。
上記再編を実施後、当社はパナソニック ホールディングス株式会社へ社名変更するとともに、持株会社として上場を継続する。そして、上記新体制への再編に併せて、2021年4月1日付で現在、代表取締役社長兼CEOを務める津賀一宏がCEOを退任し現在、AM社プレジデント兼当社常務執行役員を務める楠見雄規が、新CEOに就任する。さらに、6月24日に津賀社長は取締役会長 に、楠見常務は代表取締役社長兼CEOとなる。

## グループ体制
- パナソニック ホールディングス株式会社

戦略企画、経営管理、研究開発、事業支援
- パナソニック株式会社（2代目法人）

家電、空調機器、コールドチェーン、照明器具、配線器具、エネマネ、燃料電池
- パナソニック エンターテインメント&コミュニケーション株式会社

映像、音響、通信機器
- パナソニック ハウジングソリューションズ株式会社

住宅設備・建材製品の製造、販売、エンジニアリング
- パナソニック コネクト株式会社

サプライチェーン、公共サービス、生活インフラ、エンタメ 向けソリューション、アビオニクス
- パナソニック インダストリー株式会社

電子部品、メカトロ・制御デバイス、電子材料、モーター
- パナソニック エナジー株式会社

一次電池、二次電池
- パナソニック オペレーショナルエクセレンス株式会社

経理、人事、知的財産、物流、情報システム、ブランド管理、調達
過去の事業会社
- パナソニック オートモーティブシステムズ株式会社

車載システム、コックピット統合ソリューション、車室空間ソリューション

## 日本国内の主要事業場
- 本社（大阪府門真市）
- パナソニック東京汐留ビル（東京都港区）
- OBPパナソニックタワー（大阪府大阪市中央区）
- パナソニック エンターテインメント＆コミュニケーション株式会社
  - 北門真地区（大阪府門真市、ビジュアルシステム事業部）
  - 山形工場（山形県天童市、DSC事業）

他
- パナソニック コネクト株式会社
  - 北門真地区（大阪府門真市、アビオニクス事業部）
  - 神戸工場（兵庫県神戸市西区、モバイルソリューションズ事業部）
  - 津山工場（岡山県津山市、メディア事業部）

他
- くらし事業本部
  - 東京地区(品川カナルサイドビル)
  - 草津地区（滋賀県草津市、くらしアプライアンス社、空質空調社、エレクトリックワークス社、他）
  - 彦根工場（滋賀県彦根市、ビューティ・パーソナルケア事業部）
  - 奈良工場（奈良県大和郡山市、スマートエネルギーシステム事業部）
  - 神戸工場（神戸市西区、キッチン空間事業部）
  - 西門真地区（大阪府門真市、エレクトリックワークス社）
  - 津工場（三重県津市、エナジーシステム事業部）
  - 高槻工場（大阪府高槻市、パナソニック ライティングデバイス本社）
  - 新潟工場（新潟県燕市、ライティング事業部）
  - 春日井工場（愛知県春日井市、エコシステムズ本社）
  - 鳥栖工場(佐賀県鳥栖市、ビューティ・パーソナルケア事業部)

他
- オートモーティブ社、インダストリー社、エナジー社
  - 西門真地区（大阪府門真市）
  - 守口地区（大阪府守口市、エナジーデバイス事業部）
  - 横浜地区（神奈川県横浜市都筑区、インフォテイメント事業部、電装システム事業部、オートモーティブ営業本部）
  - 伊勢工場（三重県度会郡、制御機器事業部、回路部品事業部）
  - 松阪工場（三重県松阪市、回路基板事業部、機構部品事業部）

他

## ブランド・商標

### 現行のメインブランド・商標

パナソニックグループの主な商標の例。NAiSは旧松下電工のブランド、JVCはかつて出資していた日本ビクター（現・JVCケンウッド）のブランドである。

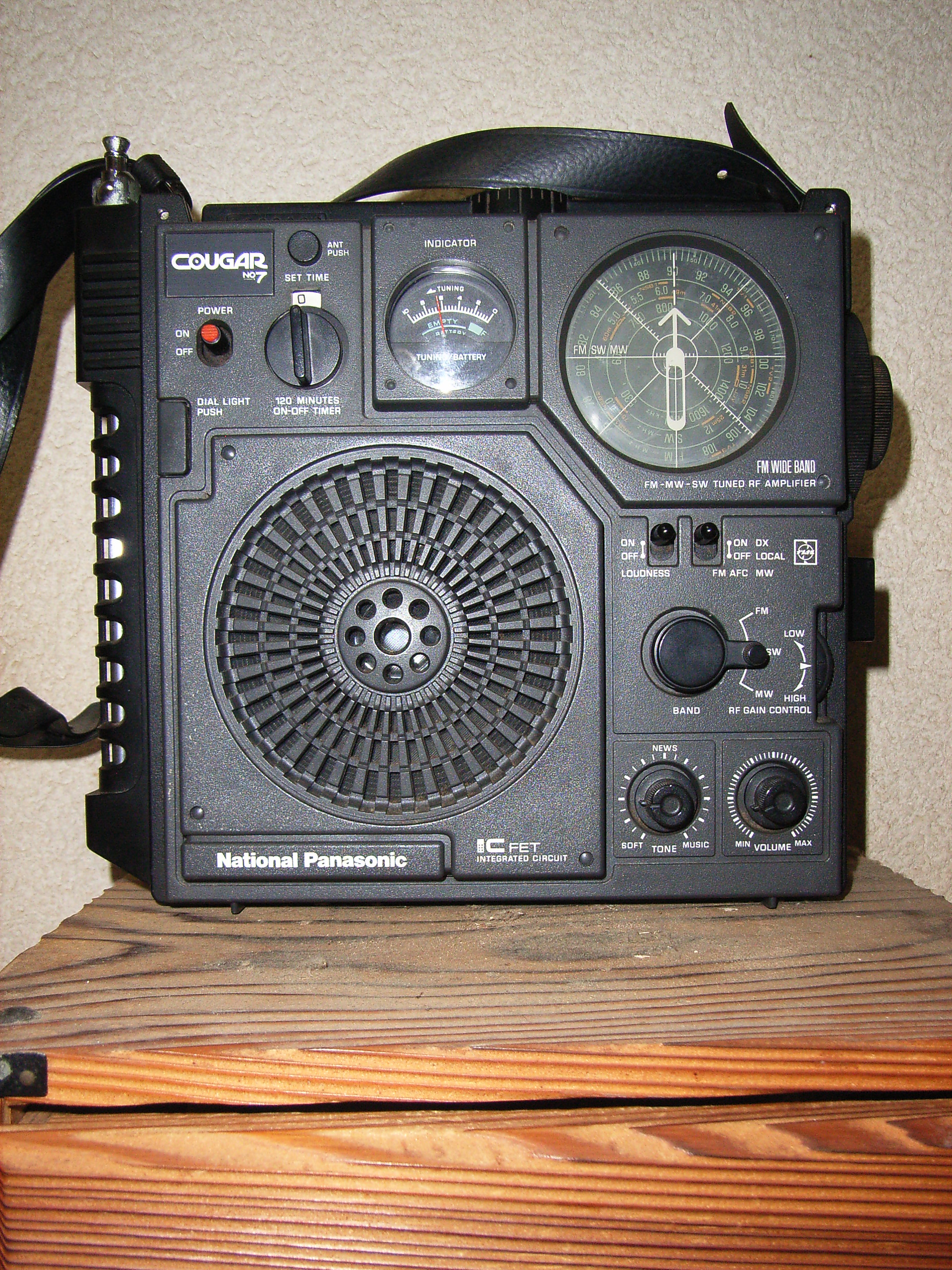
後期の「National Panasonic」ブランドが表記されたトランジスタラジオ（RF-877＝クーガ7）

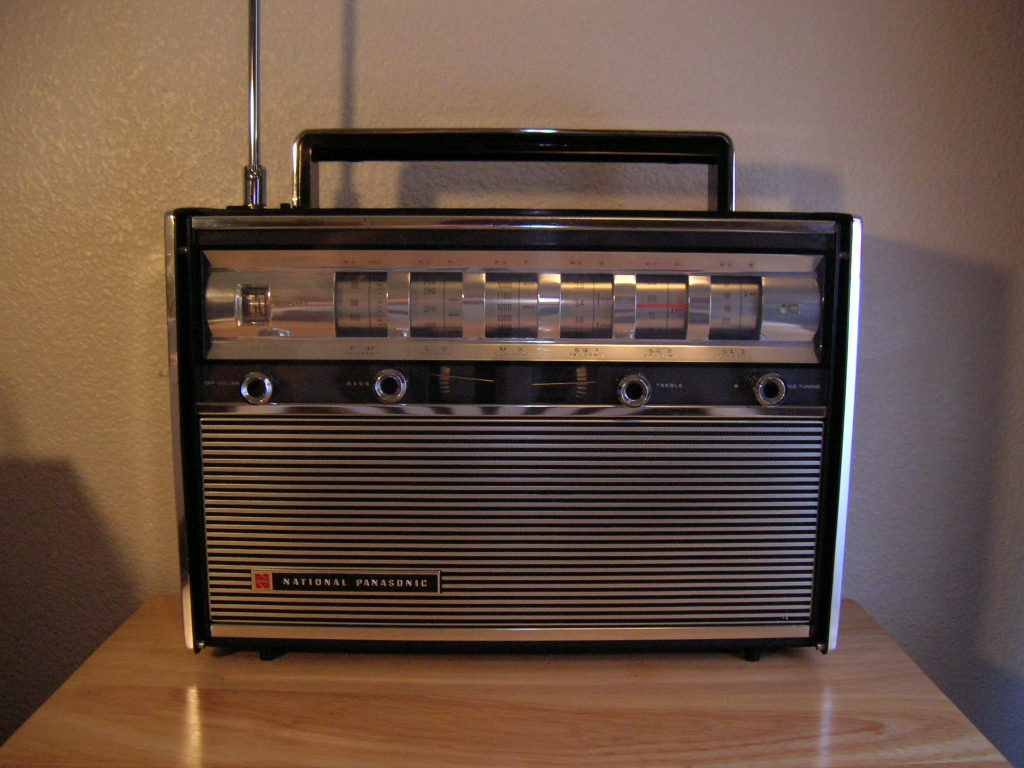
前期の「NATIONAL PANASONIC」ブランドが表記されたトランジスタラジオ（RF-3000N）

Panasonic（パナソニック）
PanaSonicから。「全ての」の意のギリシア語「PAN」と「音」を意味する英語「SONIC」からなる。海外で「National」の商標が登録されていたことと、「ナショナル」という響きが「国家主義」と取られかねないために海外向けのブランドとして制定。「松下電器の音をあまねく世界へ」という意味が込められている。
1955年に輸出用スピーカーのブランドとして用いられたのが初めで、1961年から対米輸出品に用いられた。ただし、1955年当時は「PanaSonic」、1961年からは「PANASONIC」であった。
1971年に表記を現在の「Panasonic」へ変更。フォントはHelveticaファミリーの一つ「Helvetica Black」を使用。欧米で最も有名なサンセリフ体を使うことで、Helveticaを見るたびにPanasonicを想起することを狙ったもの。定番書体を逆手に取った戦略である（1973年以降の「National」も同じフォントを使用している）。
2008年7月以降、現在では全世界的に全ての部門において「Panasonic」に統一されている。グローバルブランドスローガンとして「Panasonic ideas for life」を導入し、2013年3月末まで使用されていた（なお、このスローガンは国際的に「Panasonic」ロゴの下に表記されるが、CEATEC JAPANといった大規模展覧会やアメリカとカナダでは「Panasonic」ロゴの下ではなく、右側に表記される）。
日本国内では、1927年に始まった「National」（1973年までは大文字の「NATIONAL」表記がされることもあった）ブランドと1965年に始まった「Technics」ブランドを使用していたが、日本国外で商標権の関係から使用できないこと、保守的なイメージの刷新を狙うという理由で、1986年から「Technics」ブランドの領域となる高級オーディオ部門を除く映像・音響機器部門（放送業務用機器も含む）に「Panasonic」ブランドの使用を開始した。この後20年以上に渡り、白物家電部門や松下電工（当時）などの「National」ブランドと、映像・音響機器部門の「Panasonic」ブランド、および高級オーディオ部門の「Technics」ブランドが併用されていたが、2008年10月1日に社名を「松下電器産業株式会社」から「パナソニック株式会社」に変更すると同時に、「National」ブランドを廃止し、全ての部門を「Panasonic」ブランドで統一した。
社名変更直前の2008年9月当時では、松下電工製品を含め、電子機器、制御機器、カーナビや盗難防止装置などの自動車用電化製品、通信機器、電気鉛筆削り機などにも「Panasonic」が使われていた。なお、1960年代 - 1970年代にかけて、国内で販売されるトランジスタラジオに「NATIONAL PANASONIC」（1973年以降は「National Panasonic」）を使用（1960年代後半にはトランジスタテレビにも使用）。2003年4月までは「National/Panasonic」という表記もされていた（保証書では表記されているものもある）が現在は併記はされず、「National」「Panasonic」を使用する。
このパナソニックというブランド名があったためか、電産・電工の商品名に「パナ○○」（パナカラー、パナホーム、パナコラン（高周波治療器。細川隆一郎の「パナコランで肩コラン」というテレビCMでも有名になった）、パナピック（レコードシートを応用した製品）など）といったものが多くつけられていた。また、当社を指して「パナ」と言うこともある。
なお、「パナソニック」は香港の関連会社「信興集団」の販売品では「楽声牌（樂聲牌/乐声牌）」と表記され、台湾では「国際牌（國際牌）」と表記される場合がある。楽声牌の牌は省略されることもある。
Technics（テクニクス）
Hi-Fiを追求した高級オーディオ機器ブランド。ブランド名の由来は、パナソニックによると、原音を忠実に再生する「テクノロジー」に基づく造語で、ハイクオリティな音づくりにこだわる思いを象徴したもの、としている。
「Technics」ブランドの立ち上げに携わった石井伸一郎によると、「Technics」の命名に際しては、石井の上司であった阪本楢次と石井で和英辞書を引きつつ、「技術」を意味する"Technic"の次に並ぶ「Technics」に目が止まり、迷い無く決定したという。
1965年に発売された密閉型2ウェイ2ユニットスピーカーシステムTechnics 1がブランドの第一号機で、1970年には、世界初のダイレクトドライブ式ターンテーブル「SP-10」を発売。市場には大きな驚きを持って迎えられ、「Technics」の名が世界に知れ渡ることになった。
1975年には、独自に提唱した「リニアフェーズ理論」に基づき設計された世界初のリニアフェイズスピーカー「Technics 7」を発売するなど、オーディオ史に多大な功績を残した。
2000年代に入り、音楽配信サービスの台頭や、非可逆圧縮音源の普及が高級オーディオへの逆風となり、競合各社がオーディオ部門の縮小・撤退を進める中で、「Technics」ブランドも年々事業規模が縮小され、2005年末にはDJ機器にのみ使用されるブランドになっていた。 2008年の社名変更およびブランド統一に伴い、「Technics」ブランドの製品も「Panasonic」ブランドに統一となり、2010年12月をもって「Technics」ブランドの全ての製品は生産終了、1965年から用いられてきた「Technics」ブランドは一旦は終止符を打つことになった。
なお、かつて日本国内で音響機器へ「Panasonic」ブランドが投入される前は比較的低価格の音響機器にも「Technics」ブランドは使われており、「Panasonic」ブランド投入以降は「Panasonic」ブランドはメインストリーム（ゼネラルオーディオ）、「Technics」ブランドはハイエンド（高級オーディオ）といった位置づけとなった。姉妹ブランドとして電子オルガンのテクニトーンも存在していた。
しかし、「Technics」ブランドの終息後もオーディオに関する研究は続けられ、近年は通信回線の高速・大容量化によりハイレゾリューションオーディオが話題になりつつあることが追い風となって、2013年にはTechnics復活プロジェクトが正式に社内で立ち上がり、研究開発が行われた。
そして、2014年9月に開催されたIFA 2014にて「Technics」ブランドの復活を正式に発表した。2014年度中には「Technics」ブランドの新製品が発売される予定となっている。
松下電器産業時代は「National」とも「Panasonic」とも異なる専用のブランドとして展開されたのに倣い、再展開される「Technics」ブランドも「Panasonic」ブランドとは異なる個別ブランドとして展開され、「Technics」ブランドの製品には「Panasonic」のロゴは入らない。
「Panasonic」ブランドのサブブランドではなく、同一法人が個別ブランドとして展開するのは、2014年10月現在の時点においては唯一、「Technics」だけであったが、2022年8月現在では同社のほか、JVCケンウッドも個別ブランドとして展開 している。

### 過去のメインブランド・商標

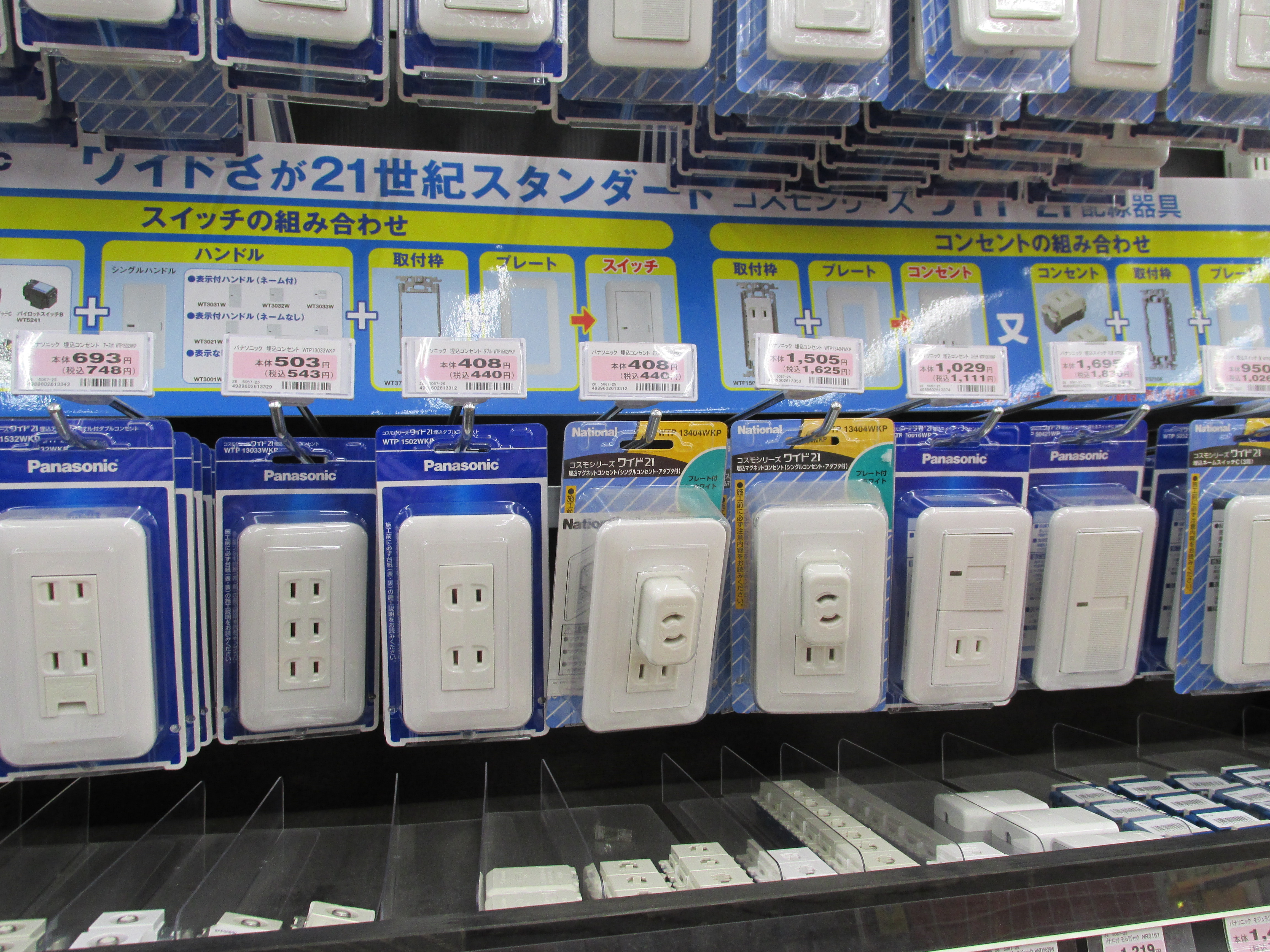
ブランド廃止後5年経った2014年現在も市場に残存するナショナルブランドの電設パーツ。

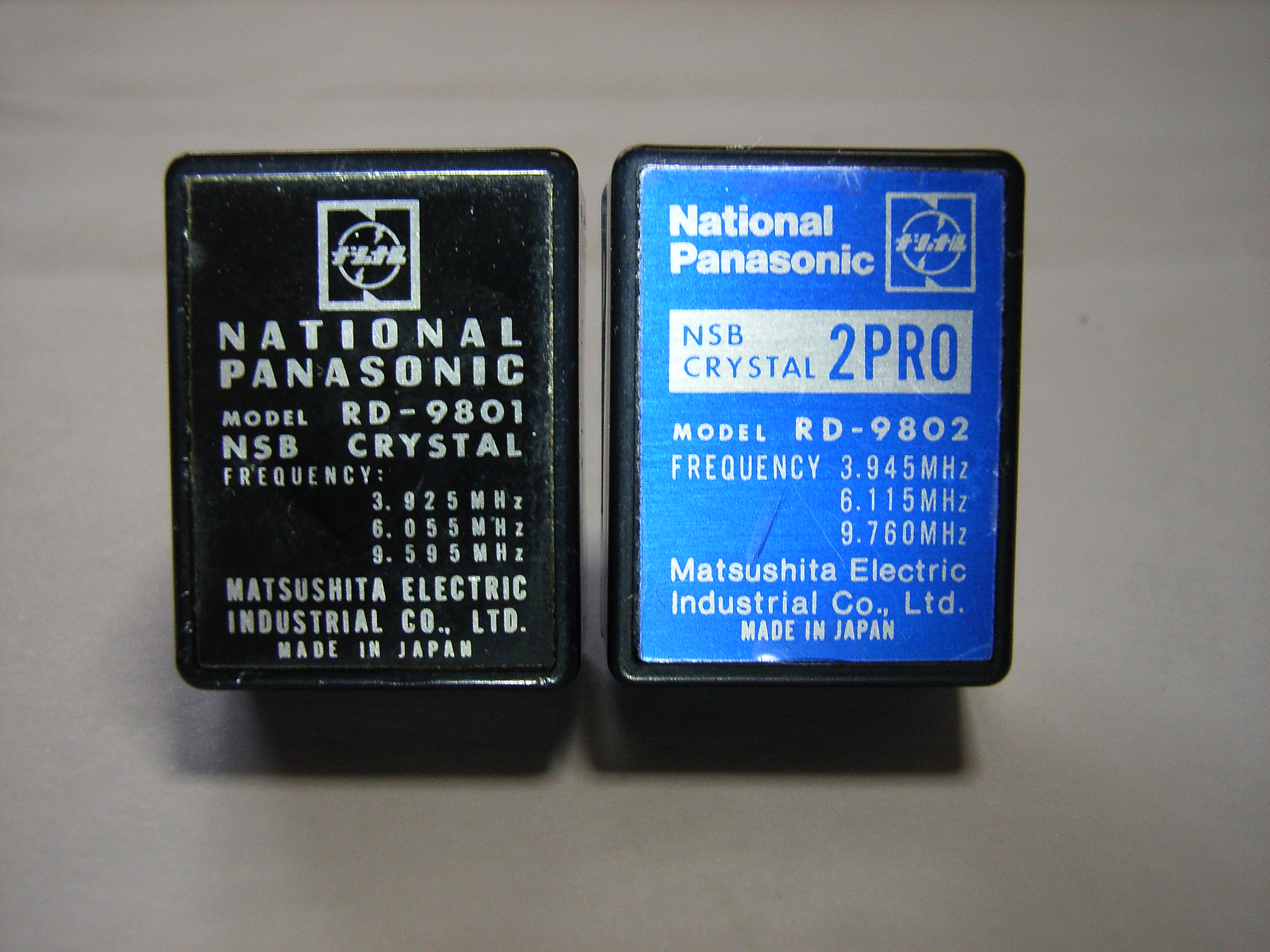
新旧Nationalロゴの例（NSBクリスタル）

National（ナショナル）
松下幸之助が新聞記事上にあった『インターナショナル』の文字に注目し、「国民（National）のための」という意味を込めて命名された。日本においては音響機器で限定的に「Panasonic」と「Technics」ブランドが導入されたものの、昭和初期の1927年から2008年の「パナソニック」への社名変更発表まで長らく「NATIONAL（1973年まで）」・「National（1973年以降）」が電産・電工製品の主軸ブランドであった。三木鶏郎作曲のCMソング『明るいナショナル』で始まるテレビやラジオの一社提供番組（冠スポンサー番組）を含む各種広告や販売網（ナショナルショップ、ナショナル店会）の強力な展開もあり、家電製品のトップブランドとして、日本国内で幅広く浸透していたブランドであったが、社名変更後は使用されていない。海外では「インターナショナル」と呼ばれることがある。
先の松下電工（当時）との事業統合により、両社ともオレンジ色のNationalロゴへ変更された。それ以前は電産が赤色、電工が青色 - 黄色だった。乾電池においては一般市販品のマンガン乾電池はナショナル（その後、デザイン・型番は変更せず、パナソニックブランドに切り替わる）。海外の逆輸入品・非市販品のマンガン乾電池（リモコンなど商品への添付用）、一般市販品・非市販品のアルカリ乾電池・オキシライド乾電池、リチウム電池（電気うき用のピン型を除く）、二次電池がパナソニックを用いている（パナソニック充電式ニッケル水素電池）。2005年まではかつて業務・資本提携していた日本オーチス・エレベータ（2012年限りで提携解消）の製品を松下電器経由で販売する際には「ナショナル」を付加した「National OTIS」ブランドを使用していた。
この「National」ブランド使用は2008年6月30日製造・出荷、発売分をもって終了し、翌7月1日から順次「Panasonic」への一本化を開始した。「National」商品は2008年7月以降「在庫・展示品限り」となっており、なくなり次第（同年9月30日をもって）店頭から消えると共に、翌2009年内に「National」ブランドは完全に消滅する見込み。とはいえ、松下電器・松下電工時代に全国津々浦々で販売された「National」ブランドの商品は（特に、電球などの消耗品や配線器具に至っては）膨大な数であり、2010年度以降も、暫くの間市場に残っていた（ただ、品番・デザインは変更せずに「Panasonic」ロゴや「パナソニック電工」のみに変更された商品もある）。現に調理器具などの分野では2009年1月までまだブランド変更が行われていない商品もあった。
パナソニックに社名変更した2008年10月以降、一部の白物家電カタログで掲載されている「ナショナル」商品（推奨部品・消耗品を含む）には「National」ロゴを付けている。ウェブサイトでの商品案内では「ナショナルのブランドです」と表記されている。
「Panasonic」と併存していた時代はもっぱら日本国内向け製品で使われていた向きが強いが、全く海外で「National」製品が販売されなかったわけではなく、アジアや中近東では一定のウェイトを占めていた。しかし、それでも海外市場全体では「Panasonic」ブランドの製品が多くを占めていたことから、日本国内でのブランド統一に先駆けて、2003年5月から、海外向け製品すべてが「Panasonic」ブランドに統一されている。
2023年現在もダイハツ工業の純正カーナビゲーションでは、型番「N□Z○」のうちメーカーを意味する「○」がパナソニックは「N」となっている。勿論その「N」は「National」の「N」である。
「パナソニック」にブランドを統一した後も、年配者を中心に「ナショナル」と呼ばれることがある。

### サブブランド・商標
パナソニックが有する製品カテゴリごとのサブブランドおよび商標の一覧。
RAMSA（ラムサ）
業務用の音響（PA）機材のブランド。1979年使用開始。Research of Advanced Music Sound and Acousticsの略。かつては単独ブランドとして使用されていたが、現在はパナソニックのサブブランドとなっており、製品には「Panasonic」のロゴが必ず併記されている。
Quasar
北米特定商品ブランド。1974年に米国のモトローラ社から一部事業を買収した際に、同社がカラーテレビに使用していたブランドを引き継いだ。
Rasonic
香港の関連会社「信興電工工程有限公司」（SHUN HING ELECTRIC WORKS AND ENGINEERING CO., LTD.）が展開する中華人民共和国と香港の特定商品ブランド。漢字表記は「楽信牌（樂信牌/乐信牌）」Rasonic参照。
この他、会社の黎明期には松下から「マーツ」（MURZ） や、所在地の門真市と最大の英語読みを引っ掛けて「KADOMAX」のブランド名なども使用されていたことがある。社名変更以前には、トランジスタやLSIのようにスペース的にブランドロゴを入れられない商品・部品には、過去には社章であった三松葉を入れたり、その後は「M」を四角囲みにしたマークが入れられていた。

#### デジタル・AVC

##### 現行
VIERA（ビエラ）
液晶テレビおよびプラズマテレビ、有機ELテレビ。2011年の販売シェアは液晶テレビで第3位、プラズマテレビで第1位。「VIERA」以前の主要テレビブランドについては、ブランドの変遷を参照。
DIGA（ディーガ）
2003年以降のDVD/BDレコーダー全般。操作性追求。2007年以降シャープの「AQUOS」シリーズと販売シェア1位争いを行っており、2011年は第2位である。
LUMIX（ルミックス）
デジタルカメラ全般（D-snapは含まない）。「手ブレ補正」機能をこの商品カテゴリで初めて搭載した。当初はドイツのライカ社ライセンス許諾の高性能レンズを搭載していることなど、高品質・高性能であることを中心に訴求。途中からユーザー層の拡大も図り、CMに浜崎あゆみや綾瀬はるかを起用することで女性層や若年層に対しても訴求するようになった。
D-dock（ディードック）
ミニコンポ全般。
おたっくす
2022年6月現在、日本国内で事実上唯一のパーソナルファクシミリ。旧九州松下電器が製造していたもので、旧松下電送システムの「Panafax」と競合していたが、両社の合併でパナソニック コミュニケーションズが発足したことにより、家庭用機は「おたっくす」、業務用機は「Panafax」と棲み分けが図られた。旧松下通信工業から同社に移ったデジタルコードレス電話機「おうち電話Ru・Ru・Ru」とは子機が共通化されている。2014年に入ると「おたっくす」とは特に呼ばれなくなった。

##### 過去

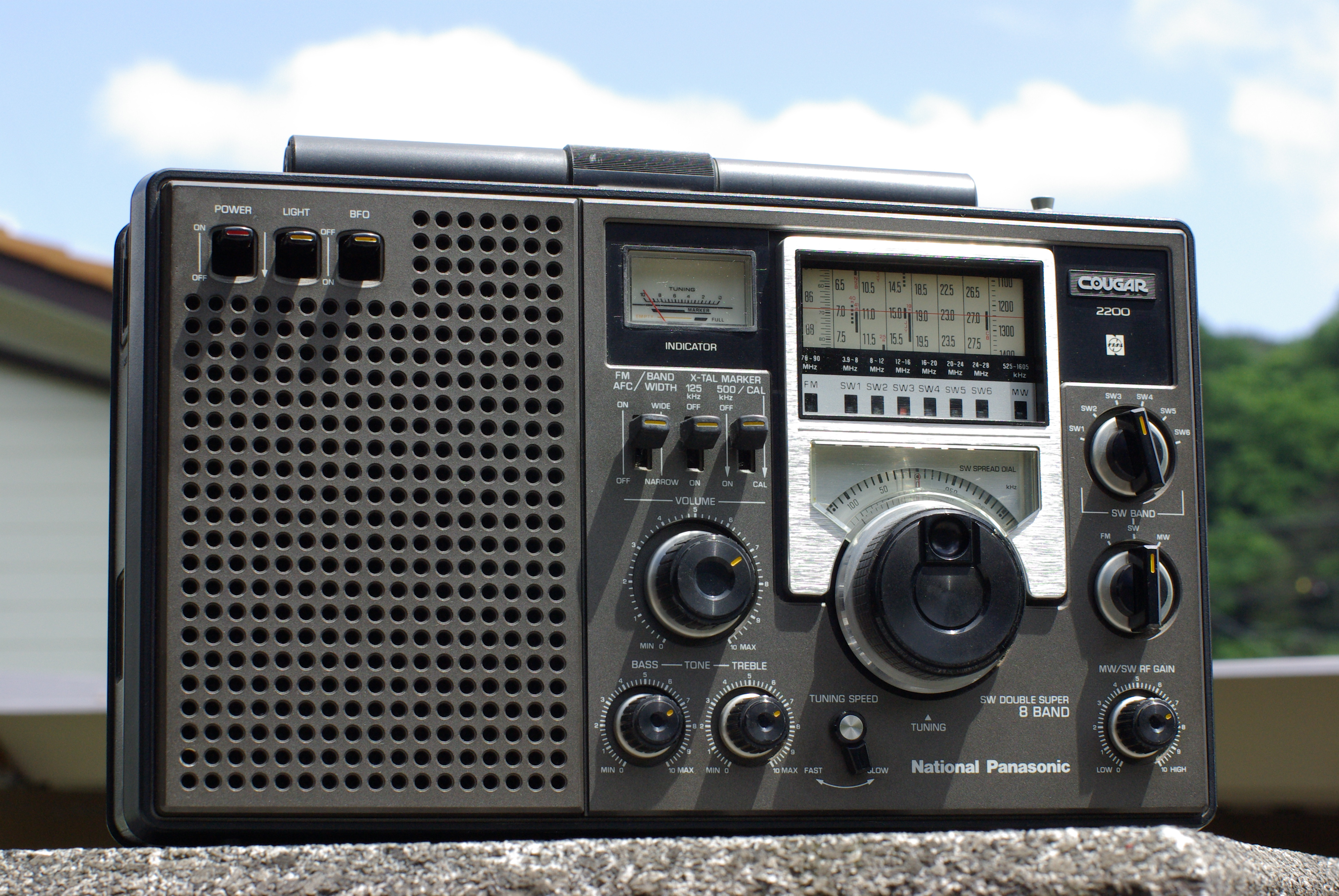
RF-2200（クーガ2200）

POPMECA（ポップメカ）→RANGER（ランガー）
1972年頃から発売されていた7インチ以下の小型ポータブル式白黒テレビ。機種によってはパタパタ時計やラジオチューナーが内蔵されたものもある。1975年頃に「RANGER」と名称変更された。
パナパナ
1960年代後半からナショナル・パナソニックブランドで発売されていた7 - 10インチの小型ポータブル白黒テレビ。ピンキーとキラーズによるCMソングも作られた。
トランザム
ブラウン管式ポータブル白黒テレビ。CMに「ジェシー」こと高見山大五郎を起用。カセットプレーヤーが内蔵されたものもある。
ねぼすけ
1978年発売。ラジオチューナーと5インチの白黒テレビが内蔵されたデジタル式目覚まし時計。
マックロード
1977年発売。VHSビデオデッキ全般。ビデオカメラは「マックロードムービー」を名乗った。パナソニックブランド以降は消極的な表記となり、近年になってカタログからも消えた。
れんたろう
1989年 - 1990年代初頭、一部のVHS Hi-Fi対応ビデオデッキに使われていたマックロードのサブネーム。レンタルビデオテープなどの酷使されたビデオテープでも高画質で観られることを謳っていた。CMキャラクターにウッチャンナンチャンを起用。
録画王→ビデオ画王
一部のビデオデッキに付けられたマックロードのサブネーム。1990年代初頭に使用された。
DREAM
初期のDVDプレーヤー、2001年〜2002年ごろのDVDレコーダー。すでに廃止された。
DIGICAM（デジカム）
DV/DVDビデオカメラ全般。「愛情サイズ」などがあった。
ワールドボーイ
1960年代後半から1973年頃まで製造販売されていた、ナショナル・パナソニックブランドのトランジスタラジオ。
COUGAR（クーガ）
1970年代に販売されていた高性能トランジスタラジオのシリーズ。ソニーの「スカイセンサー」に対抗したもの。深夜放送ブームからBCLブームへの過渡期の商品。ジャイロアンテナ（回転式のバーアンテナ） などの派手なギミックや大径スピーカーを装備。「吠えろ、クーガ」「狙え、クーガ」などのキャッチコピーを使用した。
PROCEED（プロシード）
前記「COUGAR」シリーズのマルチバンド機種の後継シリーズ。よりBCL用途に特化されていた。最上位の4800は完全な通信用受信機。
マリン
1970年代前半に販売されていた防水携帯ラジオ。FM・AM両波用がメインであるが、AMのみの小型廉価版も発売された。テレビCMは、銭湯で野球中継に興じる中高年男性たち、という演出。
pepper（ペッパー）
1970年代後半に販売されていた薄型携帯ラジオのシリーズ。一部の機種には太陽電池が内蔵されていた機種（薄型携帯ラジオとしては世界初）も存在していた。テレビCMには当初、ピンク・レディーが起用されていた（ピンク・レディーの持ち歌に「ペッパー警部」があることに掛けている）。
総会屋の小川薫がピンク・レディー所属事務所の実質的な経営者だった関係で、小川と懇意だった幸之助に頼んでCM起用した経緯がある。
マイソニック
1960年代に販売されていたオープンリールテープレコーダーのシリーズ。
SlimLine（スリムライン）
1970年代前半から販売されていた卓上型カセットテープレコーダーのシリーズ。その名の通り、本体がスリムなデザインであった。1990年からナショナルブランドからパナソニックブランドに変更、2012年頃に生産終了。
MAC（マック）
1970年代に販売されていたモノラルラジカセのシリーズ（一部にステレオ機も存在した。同社の当時のステレオラジカセは「STEREO-4400」（RS-4400）などのように「STEREO-4XXX」と呼ばれていた）。MACのテレビCMは、力強さを強調したインパクトのあるものをさまざま用いた。
スナッピー
1970年代中頃に販売されていた、初心者向け低価格モノラルテープレコーダー。型式はRQ-55。丸みのある愛らしいデザインと、機能別に色分けされた操作ボタンが特徴だった。テレビCMにはフィンガー5を起用。他にもかぼちゃをモチーフにしたスナッピーと同等のテープレコーダーもあった。
パナピック
主に幼児向けだが、かなり異色な機器であり、付属の絵本の歌いたい曲のページを開き、指定の場所に本機を置くと演奏が流れるという仕組みになっている。その指定の場所にはレコードのような音溝が彫りこまれており、本機の底部にある公転する針で音を拾うという構造であった。さらにパナピックアンプという機器ものちに発売し、パナピックがFM電波を発しそれをパナピックアンプが受けるというものであった。使わないときにはアンプの中にパナピックを収納できる。パナピックのキャッチコピーは「お父さんも歌手になれます」でありCMには高田みづえが出演していた。カラオケ機器にも見えるが、普通に音楽鑑賞用の絵本も発売していた。
どれみ
1980年発売。ポータブル電蓄に電子オルガンが組み込まれ、マイクミキシング機能が搭載された幼児向け製品。後にカセットプレーヤータイプも発売された。
youシリーズ
1970年代前半から中期のシステムコンポのシリーズ。you-3、you-5、他。最後のyou-oZおよびyou-oZ DDは低価格商品として後記のVシリーズと併売。
Vシリーズ
1970年代中期から後半のシステムコンポのシリーズ。V-3、V-5、V-7 / V-33、V-55、V-77。
ビックGMシリーズ
1970年代末期から1980年頃のシステムコンポのシリーズ。従来の大型コンポーネントステレオからミニコンポが主流に変化する過渡期の商品であり、テレビCMでは、後記のコンサイスコンポとの選択を提案する演出がされた（出演：小林亜星、すぎやまこういち）。
コンサイスコンポ / コンサイス
1970年代後期から1980年代中期頃にかけて販売されていたテクニクスブランドのミニコンポ。
DISCO（ディスコ）
1970年代末期から1980年代初頭にかけて販売されていたステレオラジカセのシリーズ。マックの後継機種みたいなもので大型で大音量が出るラジカセであったことから当時の「竹の子族」御用達となった。なお、ラジカセとしては非常に珍しく、メタル、フェリクローム(FeCr)にも対応する4段階の「テープセレクター」が付く機種もあった。
Way（ウェイ）
ヘッドホンステレオ。ソニーがウォークマンを発売すると、ナショナルは東芝（「ウォーキー」）やアイワ（「カセットボーイ」）と共にいち早くこの市場に参入した。サザンオールスターズをCMキャラクターにするなどの広告展開が行われたが、「WALKMAN」「ウォークマン」の名称が人々に圧倒的に親しまれ（商標の普通名称化も起き）他の商標は極端に劣位のままであったこともあり、「Way」のブランド名称は早々に消えてしまった。その後、ナショナルブランドで発売されるヘッドホンステレオには「GO（ゴー）」、「JUMP（ジャンプ）」のブランド名称が付けられたがパナソニックブランドになると「RQ-」から始まる型番のみとなり、特にシリーズ名称は付けられていない。「GO」は主にラジオ付きテープレコーダーであり、CMキャラクターには石原真理子を起用。
CDer（シーダ）
コンパクトサイズのCDプレーヤー。後に「ディスクマン」としてシリーズ化されたソニーの「D-50」に対抗するために1985年に立ち上げられたブランドだが、「D-50」同等サイズは持ち運ぶにはやや大きめということもあり2年ほどでブランド撤退。初代CMキャラクターには田原俊彦を起用。
The 3（ザ・サード）
1980年代前期に販売されていたアイワの「キャリングコンポ」などに対抗するためのシリーズ。3ピースのセパレートミニコンポ風スタイルを用いた3電源対応のラジカセ型パーソナルオーディオシステムでありキャリングハンドルが装備されていた。テレビCMにはサザンオールスターズを起用。後に更に小型化した「The 3 Mini（ザ・サードミニ）」が追加された。
STATION（ステーション）
1980年代前期に販売されていた大型ステレオラジカセのシリーズ。専用のガラス戸付ラックがオプションとして用意されていた。
ラブコール
1980年代中期に販売されていたカラフルなミニステレオラジカセ。1980年代前期にも存在していたが前述のマックやディスコを少し小型化したものであり従来どおり色はブラック・シルバーのみであった。CMキャラクターには近藤真彦などを起用。
RESTY（レスティ）
1992年から1996年頃まで使用されていたコンポーネントシステムの名称。一時期、CHAGE and ASKAや福山雅治をCMキャラクターに起用していた。廉価モデルでRESTY MINI（レスティ ミニ）というのも存在していた。現在は使用されていない。
カンガルー
一見すると一般的なラジカセの形状ではあるが、ラジオ・カセット部分だけを小型ヘッドホンステレオとして取り外して使用できるのが特徴。カンガルーの袋から子供が出て動き回ることができることに見立てた。
D-snap（ディースナップ）
SDカードを使用したポータブルオーディオプレーヤー。2008年発売モデルを最後に姿を消している。
RJXシリーズ
アマチュア無線用無線機。1973年1月、RJX-601・201の製造・販売から参入するも後にラジオ事業部の分野撤退で終了。
RJシリーズ
市民ラジオ（RJXシリーズ同様ラジオ事業部の分野撤退で終了）
カラオケ大賞／KARAOKE CENTER
ムード歌謡ブームに合わせて1970年代後半頃から発売された木箱のカラオケ機器。ベーシックな一体型機がカラオケ大賞、ワイヤレスマイク対応機や業務用機などがパナエイト、単品8カラオケデッキやスピーカー分離のコンポ型がカラオケセンターと愛称を分けていた。当初は8トラックとコンパクトカセットのみ搭載だったが、末期にはCDも加わった。ソフトタッチメカ（フルロジックとは異なる）搭載によりテープでありながら素早い頭出しや1983年あたりの機種から音声多重テープを利用する方式の音多採点搭載。この時期にはCMも制作され片岡鶴太郎と淡谷のり子が出演した。末期モデルではテープスピードコントロールよりも正確なデジタルキーコントロール搭載などに進化していったが細々と生産していた木箱型8トラック対応機は1992年にはカタログから姿を消した。その後はCDラジカセやレーザーディスクプレーヤー、テクニクスのビデオCDプレーヤーなどにマイク端子、キーコントロールを搭載したもので対応していた。
ででんのでん
1991年から1993年頃まで使用されていたコードレス電話機のシリーズ。CMにSMAPが起用されていた。

#### パソコン・周辺機器/携帯電話/カーナビ・カーAV

##### 現行
Let's note（レッツノート）
コンシューマ向けノートパソコンのブランドだったが、現在は法人向けにも使われている。
TOUGHBOOK（タフブック）
過酷な条件下でも使用可能なノートパソコンのブランド。以前は、"PRONOTE FG"だった。製品の特徴から、主には自衛隊・工事現場・ロードサービスなどで使用されている。個人の購入も可能。
SD-Jukebox
SDオーディオ対応の携帯電話/D-snapなどで音楽を楽しむためのパソコンソフト。一般家電量販店やナショナル・パナソニックショップおよびインターネット、ダウンロード販売などで入手できる（SE版のみで取り寄せとなる場合が多い）。
ELUGA（エルーガ）
Android搭載スマートフォンおよびタブレットのブランド。
Elegant design・User oriented・Gateway for networking serviceの頭文字を取った造語。
strada（ストラーダ）
カーナビゲーションシステム。かつては、旧九州松下電器生産モデルのポータブルナビゲーションシステムは「デルNAVI」だった。
Gorilla
ポータブル（持ち運び可能）なカーナビゲーションシステム。三洋電機が発売しMDやDVDを内蔵したAV一体機も同じ愛称であったが、2011年発売モデルからパナソニックブランドに移行し、据置型を中心としたstradaとの棲み分けを行っている。

##### 過去
キングコング、 A1シリーズ
MSX規格のパソコン（生産終了）。初代A1は、国内でのパナソニック単独ブランドの第1号商品である。
WOODY
デスクトップパソコン。ディスプレイ一体型デスクトップパソコンのCF-31から使われ始めたが、ミニタワー型となったCF-233PDにはWOODYの称号は付けられなかった。大容量光学ドライブであるPDを装備していたのが特徴。イメージキャラクターとしてウッディー・ウッドペッカーを使用していた。WOODYという呼称は、1970年代に同社から販売されていたカラーテレビにも使用されていた。
VIGIN（ビギン）
車載テレビ。業界で初めてデジタルチューナー専用端子を設けた。
PRONOTE（プロノート）
ノートパソコン全般、のちに法人向けだけのブランドだったが、現在はLet's noteに統合されている。
hito
コンシューマ向けノートパソコンのブランド。
Human Information Technology Operationの頭文字と日本語の「人」にかけたもの。現在は廃止された。
パナワードU1、 U1PRO、 スララシリーズ
パーソナルワープロのブランド（生産終了）。
G1、OZMA、オズマシリーズ
カーオーディオのブランド（生産終了。2010年に入ると社外品カーオーディオの生産自体も終了）。
Operate（オペレート）
デスクトップパソコン。
Panacom
ビジネス向けパソコンのシリーズ名。

#### 生活家電

##### 現行
Eolia（エオリア）
エアコン。1988年、「楽園」に代わるエアコンのブランドとして登場。スクロール式コンプレッサー採用の機種から採用された。ブランド初登場時のCMソングは徳永英明の『風のエオリア』。2000年に一旦廃止されていたが、パナソニックがエアコン事業を始めてから60周年を迎えるに当たり、2016年10月発売のWXシリーズ（CS-WX**7C系）・Xシリーズ（CS-X**7C系）で16年ぶりにブランドを復活。その後、2017年1月にFシリーズ（CS-F**7C系）、Jシリーズ（CS-J**7C系）、GXシリーズ（CS-GX**7C系）、EXシリーズ（CS-EX**7C系）、UXシリーズ（CS-UX**7C2系・寒冷地向けモデル）、同年3月にSXシリーズ（CS-SX**7C系）も2017年度モデルへのモデルチェンジに伴い「Eolia」へ移行した。
家庭用ルームエアコンのシェアはトップクラスであり、毎年のようにダイキン工業や三菱電機とトップシェア争いを繰り広げている。
ziaino（ジアイーノ）
次亜塩素酸空間除菌脱臭機のブランド。2013年に施設向けの業務用として発売され、2017年9月からは家庭用が設定され、一般にも発売されている。
エレックさん
電子レンジ全般。現在も使用されているが、オーブン機能付機種の発売時には「オーブンエレック」となり、敬称部分が省略されるようになった。
かつて、電子レンジで調理することを「エレックする」と名付けて普及させようとしていたが、定着には至らず、電子レンジで調理することは「チンする」と言うのが一般的になっている（シャープが調理完了を知らせるベルを搭載したことによる）。
ビストロ
オーブンレンジの中で指定された上位機種にビストロのブランドがつけられている。また、一部調理機器（オーブントースター、ホームベーカリー）の上位機種にもビストロのブランドがつけられている。
airsis（エアシス）
空気清浄機能を備えたサイクロン式掃除機。以前は三洋電機が発売していたが、2011年10月発売の機種（MC-SXD410）からパナソニックブランドへ移行。
RULO（ルーロ）
2015年3月に発売された、ルーローの三角形に基づいた三角形状を採用したロボット掃除機のブランド。2019年2月にはコンパクトモデルの「RULO mini（ルーロ ミニ）」が追加発売された。
Rollan（ローラン）
2019年1月に発売された、床拭きロボット掃除機のブランド。
Cuble（キューブル）
2015年11月に発売された、水平垂直の本体形状を採用したななめドラム洗濯機のブランド。洗濯乾燥機（NA-VG品番）に加え、ドラム式では珍しい洗濯機（NA-VS1000）も設定されている。
RINTO（リント）
2017年5月に発売された高級扇風機のブランド。
GOPAN（ゴパン）
米からパンが作れるライスブレッドクッカー（ホームベーカリー）。以前は三洋電機が発売していたが、2011年12月発売のモデル（SD-RBM1000）からパナソニックブランドへ移行。
EVERLEDS（エバーレッズ）
LED照明。2005年から非住宅部門で事業展開を開始し、2009年10月から住宅部門でも展開している比較的新しいブランド。2021年以降は一般電球・シーリングライトを中心に「パルック」への置き換えが進んでいる。
パルック
蛍光灯。最近は「プレミアコーディング」技術により長寿命を実現した「パルックプレミア」シリーズが主流。電球型蛍光灯は「パルックボール」の名称で展開している。2020年9月からは、簡易型LEDシーリングライトにも本ブランドの使用を開始した。
EVOLTA（エボルタ）
アルカリ乾電池の上位製品並びにニッケル水素電池のブランド。
eneloop（エネループ）
ニッケル水素電池のブランド。以前は三洋電機が発売していたが、2013年4月に発売された製品からパナソニックブランドに移行。

##### 過去
樹氷
ナショナルのルームクーラー（冷房）1号機は1958年発売の「ホームクーラーW-31」で、家庭用冷房の先駆けとして「ホームクーラー」と命名して発売した。
1969年にルームクーラー「樹氷」1号機を発売。世界初の壁掛けセパレート型クーラーで、室内機と室外機を分けたエアコンの原型とされる。
楽園
エオリアなどのブランドが誕生する以前のエアコンのブランド。クールクールと共に1980年代後半まで使われたが、エオリアの登場により使われなくなった。
クールクール
楽園と同様にエアコンのブランドで、冷房専用であることを示していた。1970年代から1980年代にかけて楽園と共に使われた。テレビCMでは「夏は来ぬ」のメロディに似せた「クールクールで夏は来る〜♪」のCMソングを流していた。冷房+除湿機種は「クール&ドライ」、冷暖房機種は「ホット&クール」のブランドを使用していた。
エアロボシリーズ
自動フィルター掃除機能の付いたエアコンに付けられた。現在は使われていない。輸出向けでは「ACロボット」や「Etherea」（アセリア）などの名称で発売されている。
暖爵（だんしゃく）
FF/FE式石油フラットラジアントヒーター。テレビCMでは寒さに凍えた男爵が倒れ込んだが、リコールの対象（後述）となった際にこのシーンがそれ（一酸化炭素中毒）の暗示であるとの噂が流れた。
春将軍（はるしょうぐん） / 春暖炉（はるだんろ）
FF式石油温風機/輻射ヒーター。リコールは対象外。
ヒーターランド
温水ルームヒーター。
うず潮
洗濯機。各メーカーとも愛称をつけていたが、日立製作所「青空」、東芝「銀河」、三菱電機「千曲」など、他社の愛称は漢字2文字が多い中で強烈なインパクトを放った。現在は廃止された。
愛妻号
洗濯機/衣類乾燥機。1983年に全自動洗濯機「愛妻号30」を発売、それまで主流だった二槽式洗濯機から全自動洗濯機への切り替えが進んだ。30は容量3.0kgを表し、以降はさらに大容量の機種が発売された。
1980年代に「うず潮」に代わって命名された。二槽式のうち脱水槽でのすすぎが可能な機種は「スピンリンス」とも呼ばれ、うず潮時代にも使われていた。現在は使用されていない。
キャッチフレーズは「やさしい愛妻号」で、家電による省力化で主婦の家事負担を軽減するという意味が込められていた。
一時期、食器洗い機が「キッチン愛妻号」を名乗っていたが、これも現在は使用していない。
遠心力洗濯機
2000年頃に発売された遠心力による洗浄を行う洗濯機。布痛みが少ないことを宣伝していた。初期は専用洗剤（遠心力21）のみ自動投入。
遠心力乾いちゃう洗濯機
世界初のタテ型洗濯乾燥機。
花束
1970年代半ばに発売された2ドア冷凍冷蔵庫。自動霜取り機能などをいち早く採用した。
ドアドア
1980年発売。文字通りドアにもう一回り小さな取り出しドアをつけたことで、冷気を無駄にしない省エネ設計の冷蔵庫。CMキャラクターに宮崎総子が起用されていた。
The R
一部の大型冷蔵庫に付けられていた名称。
The Big
家庭用大型冷蔵庫。松下がかつて伝統的にラインアップしていた家庭用2ドア大型冷蔵庫、および家庭用両開き3ドア大型冷蔵庫に付けられていた。現在はこれ以上の容量が一般的になり廃止された。なお両開き5ドアの機種はQuintetとされていた。
松風
1960年代後半から1980年代前半に発売されたお座敷扇風機の愛称。上位モデルにはガードに触れると羽根が止まる高感度センサーや120分タイマーが搭載され、1980年から1982年までは「電子安全扇」、1983年以降は「電子ストップ扇」と呼ばれていた。1980年代に製造されたマイコン式扇風機は「マイコン松風」と呼ばれた。
白鳥
1960年代後半から1980年代前半に発売された卓上式扇風機の愛称。松風の卓上版が白鳥という場合が多く、松風と基本性能はほぼ同じであった。ただし白鳥にはマイコン式が存在しなかった。
ジャンバラヤ
1985年発売。松風シリーズの後継で、さらにファッショナブル性を追求した扇風機。スライド部分が蛇腹で覆われていた。
スナッピィ
1960年代から1970年代にかけて、電気ストーブの名称に使われていた。
隼（はやぶさ）
掃除機。CMは掃除機を武器にした巨大ヒーローとゴミ怪獣が戦うもので、製作は円谷プロダクションが担当した。現在は使用していない。
キャリオカ
1978年発売のコーヒーメーカー。湯の噴出口の上に「シャワードーム」があり、噴き上げられた湯がこのドームを伝って満遍なくコーヒーの粉に注がれる仕組み。この仕組み自体は現行機種にも引き継がれているが、ブランド名は使用されていない。

#### 美容・健康
以下のブランドは松下電工→パナソニック電工からの製品。
ナノケア
「ナノイー」を採用した美容家電のブランド。取り扱い品はヘアードライヤー（EH-NA品番）、くるくるドライヤー（EH-KN品番）、ヘアーアイロン（EH-HS品番）、スチーマー（EH-SA品番）、デイモイスチャー（EH-SN10）と多岐にわたる。ナノイーは空気清浄機などにも使用されており、現在は進化した「ナノイーX」や美容家電向けに「高浸透ナノイー」が使用されている場合が多い。
イオニティ
マイナスイオンを搭載したヘアーケア家電のブランド。取り扱い品はヘアードライヤー、くるくるドライヤー、カールアイロン、マイナスイオンコーム付ホットカーラーに用いられる。「National」ブランドの時から展開しているため、ほとんどの機種はハイフンなしのEH****P品番となるが、ヘアードライヤーの一部機種はハイフン付のEH-NE品番となる。
フェリエ
眉毛や産毛を整える女性用シェーバー。ボディ用（ES-WR品番）もある。
ソイエ
女性用除毛・脱毛器。ダブルディスク搭載タイプ（ES-ED品番）、スタンダードタイプ（ES-WS品番）、ワキ・ビキニライン用（ES2011P）の3タイプがある。
Doltz（ドルツ）
音波振動（音波領域内での振動）の電動歯ブラシやジェットウォッシャーに用いられる。携帯しやすいスティックタイプの電動歯ブラシ「ポケットドルツ（EW-DS品番）」もある。昔は回転式ブラシを使用している時期があったが、廃止された。現在は横と縦に振動するものになっている。
LAMDASH（ラムダッシュ）
リニアモーター駆動と「30°鋭角ナノエッジ内刃」を採用した3枚刃以上のメンズシェーバー（ES-LT/LF/LV品番）に用いられる。バスルームでも使用できる防水設計モデル（ES-ST/SF品番）もある。
JOBA（ジョーバ）
乗馬フィットネス機器のブランド。
リアルプロ
マッサージチェアの最上位機種（2014年1月現在の現行モデルはEP-MA74）に用いられる。
コリコラン
高周波治療器のブランド。松下電工時代に発売されていた「パナコラン」に改良を加えて復活させた。
Panasonic for Professional
業務用理美容機器（公式サイトには掲載されていない）全般のブランド。

#### 電設資材・セキュリティ・防災機器
いずれも、かつては松下電工（のちパナソニック電工）の事業領域に属していた商品である。
アドバンス シリーズ
後述のコスモシリーズ ワイド21をさらに進化させ、マット仕上げの上質なデザイン、タッチ操作やスマホ連携などの新機軸を取り入れた各種埋込配線器具。
カジノン
自動火災報知設備及び非常警報設備のブランド名。2020年現在は不使用。
ガス当番
ガス警報器。
'煙サイバーセンサ/熱サイバーセンサ
煙と熱の複合判断や、学習機能、AI判断機能の搭載によって非火災報を抑制した自動火災報知設備用感知器。
けむり当番シリーズ / けむり当番・ねつ当番
住宅用火災警報器。
コスモシリーズ ワイド21
従来のフルカラー配線器具に比べ、デザイン性や操作を向上させたスイッチやコンセントなどの各種埋込配線器具。
ねこちゃんしないで
超音波式の猫忌避装置。
ハイハイ店番'
センサー部と本体装置を組み合わせて使用するタイプの来客報知兼簡易防犯警報システム。センサー検知時は本体から報知音または警報音が鳴動するほか、移報接点出力を後述のメロディサインなどのチャイムや、警報ベルなどに接続して使用することも可能。
漏電当番
電源タップ型の漏電遮断器。
メロディサイン
呼出・報知用電子式チャイム。本製品の音源に収録されたメロディの一つは、稲田康が作曲した”メロディーチャイムNO.1 ニ長調 作品17「大盛況」”であり、ファミリーマートの店舗（一部除く）で入口のセンサーに本製品を連動させ、入店チャイムとして採用されている。

#### 住宅設備・建材
Refoms（リフォムス）
2013年6月から販売されているリフォーム向けシステムキッチン・システムバスルームのブランド。
Living Station（リビングステーション）
2008年9月から販売されている横一列に並んだ3口コンロが特徴のシステムキッチンのブランド。

#### ガス器具
まかせタッチ
ガステーブル。
アレルバスター / スーパーアレルバスター
ガスファンヒーターの空気清浄機機能。なお、この名称はほかの分野（空気清浄機・掃除機など）にも波及している。
早い乾太くん
ガス衣類乾燥機。「乾太くん」は東京ガス、大阪ガス、東邦ガス、西部ガスなどの都市ガス会社の統一ブランドでもある。リンナイでも「乾太くん」の名前が使用されている。
パナピュール
1980年代に発売されていたガステーブル。

#### その他
UniPhier（ユニフィエ）
パナソニックが推進する、システムLSIを核にしたデジタル家電向けの統合プラットフォーム。
PanaX
システムLSIやマイコンのオンボードデバッグ環境。
Debug Factory
システムLSIやマイコンのオンボードデバッグ環境。

### パナソニックによって初めて商品化された製品
- ミラーレス一眼カメラ

## 広告・販売推進

### ブランドスローガン・キャッチフレーズ

#### 現在のブランドスローガン、ブランドプロミス
- A Better Life, A Better World（2013年 - ） - 同社グループでは「ideas for life」「eco ideas」を廃止してから約5カ月間、ブランドスローガンを設けていなかったが、「同社グループの目指す姿」として新たに制定された。ブランドプロミスとして、「私たちPanasonicは、より良いくらしを創造し、世界中の人々のしあわせと、社会の発展、そして地球の未来に貢献しつづけることをお約束します。」が掲げられており、このブランドスローガンは前述のブランドプロミスを端的に表したものであり、BtoC、BtoB両事業のイメージを表現したものでもある。当社の変革の象徴という思いを込め、ブランドスローガンのデザインは新たに開発されたオリジナルフォントを採用している[28]。2017年から2021年10月まではTVCMのサウンドロゴ映像にも使用され、フォントはHelveticaが使用されていた。また、30秒以上の企業CMではパナソニックのサウンドロゴの直後に上述のブランドスローガンが画面下部に表示されると共に読み上げられていたが、同年11月の『「ナノイーX」くらしの呼吸篇』30秒CMからは廃止されている[注釈 17]。

#### 以前のブランドスローガン
企業スローガン（松下電器産業時代）
- 電化による生活文化の向上へ（1950年代後半）
- 丈夫で豊かな暮らしをひろげる（1960年代前半）
- 電化ひとすじ技術のナショナル（1960年代中盤[74]）
- 世界に伸びる技術のナショナル（1960年代後半 - 1970年代）
- 社会とともに歩む技術のナショナル（1970年代）
- 技術でひらく 世界の繁栄（1970年代後半 - 1987年まで）
- 心を満たす先端技術 Human Electronics（ヒューマン・エレクトロニクス）（1987年 - 1993年まで）
- あなたとともに 豊かな未来へ（1997年 - 2000年まで）
- あなたとともに 豊かな21世紀を（2001年）
- デジタルネットワークとエコロジー技術で世界に貢献する（2003年 - 2008年9月まで）

Nationalブランド
- 「○○は National」（○○には、それぞれの製品カテゴリーが入る）というテロップを、サウンドロゴと共に使用していた（正月シーズンは「今年もよろしく National」）。（1982年 - 1987年）[注釈 18]
  - 1987年のHuman Electronics採用時からは、「Human Electronics ○○は National」に変更された。（1987年 - 1990年）[注釈 19]
- あたらしい（1989年 - 1994年）この頃から社名変更まで「ナショナル」のサウンドロゴが使われる。
- いつも、いっしょ。（1995年 - 2001年）
- Nの計画（2001年 - 2008年）当初のテレビCMでは、「エヌ!」のコールが冒頭またはナショナルのサウンドロゴの前に入っていた。
  - Nの健康計画（マッサージチェアなど、健康器具関連の製品のみの使用）
  - Nのエコ計画（パナソニックブランドでの「ideas for life」導入の頃から使用開始。「eco ideas」も併用）
- ECONAVI（2013年 - 2015年）家電がムダを見つけて、自動で節電・節水などをする機能がエコナビ。大半のパナソニック製品にデフォルトで搭載されている。ECO機能の先駆け。西島秀俊をメインキャラクターに起用。
- ふだんプレミアム（2015年 - 2018年）西島秀俊をメインキャラクターに2015年秋に打ち出した広告キャンペーン。ふだんプレミアムは「時代とともに変わり続ける暮らしに、つねに寄り添う家電をつくる」という想いを表したコンセプト。毎日をちょっとクリエイティブにする家電で、人々のふだんの生活を豊かにするシーンを描いた広告では、西島秀俊と奥貫薫が演じる共働き夫婦の日常生活が同世代から共感を得た。
- Creative!（2018年 - 2019年）西島秀俊・綾瀬はるか・遠藤憲一・水原希子をメインキャラクターに起用した、パナソニックの100周年広告キャンペーン。
- 東京2020オリンピック・パラリンピック観戦チケットを当てよう！（2019年 - 2021年） 綾瀬はるか をメインキャラクターに起用した、オリンピックの最上位スポンサー（TOP）でオリンピックワールドワイドパートナーのパナソニックによる東京2020オリンピックの広告キャンペーン。

Panasonicブランド
- Panasonic いつも SOMETHING NEW（1987年 - 1989年）
パナソニックブランドで販売されるAV機器のみに使用されたキャッチコピー。ジョージ・ルーカスがイメージキャラクターとして起用され、CMの最後に彼がこのスローガンを言っていた。
- Human Electronics Panasonic OA （1988年 - 1989年）OA機器のみに使用された。
  - Human Electronics Panasonic （1989年 - 1990年9月）
- What's New by Panasonic（1995年 - 2001年）
- ideas for life（2003年 - 2013年） - グローバルブランドスローガンとして2003年に制定。社名変更前はパナソニックブランドであるAV機器のみのカタログや広告での使用であったが、現社名変更に伴い、パナソニックブランドに統一されることから、旧ナショナルブランドの白物家電及び子会社のパナソニック電工のカタログや広告でも使用を開始した。社名変更に合わせ、テレビCMのサウンドロゴ映像もリニューアルされたが、2013年3月末をもって廃止となりTVCMのサウンドロゴも併せて変更された。
- eco ideas（エコアイディア） - 上記の「ideas for life」導入と同時期に使用開始。ロゴは広葉樹の葉をモチーフにしている。社名変更前はナショナル製品のCMでも使用されていた。「ideas for life」と同様に2013年3月末をもって廃止されたが、企業サイトの環境活動紹介に一部残っている。
- Hello! Panasonic（2008年）現社名変更直後の2008年内3カ月（10月 - 12月）間、パナソニックブランドとなった白物家電のCMに使用された。
- Wonders! by Panasonic（2013年 - 2017年） - フォントは「A Better Life, A Better World」と同じオリジナルフォントを使用。2013年12月から製品情報ページの特設サイトなどで用いられていたが、2014年1月からTVCMへの使用も開始され、既存のTVCMの最後に流れるサウンドロゴ映像もこの仕様に変更されていた。

### キャラクター
ナショナル坊や
ナショナルショップ（現：パナソニックショップ）1950年代にナショナル坊やというキャラクターを登場させた。テレビなどの広告に登場したほか、電器店店頭に人形が置かれたりしていた（一部店舗では、現在も店内に人形を置いているところがある）。ナショナルから発売されたミキサーのキャラクター「トマト坊や」（1957年登場）を基にして誕生した。2003年に、「パナ坊」とテレビCMで共演し「復刻版ナショナル坊や」の貯金箱が当たるキャンペーンが実施された。2018年にパナソニック創業100周年を記念して期間限定で復活。人形も限定再生産され、一部の電器店店頭に設置されている。ガンバ大阪の前身に当たる松下電器産業サッカー部のエンブレムにもナショナル坊やが描かれていた。
パナ坊
1994年に登場し、2010年まで用いられたキャラクター。小学1年生の男の子。テレビCM「ナショナルのお店（現：パナソニックのお店）」「パナソニックフェア」（いずれもアニメ作品）に登場。デザイナーは絵本作家の五味太郎。名前の由来はパナソニックの「パナ」ではなく、パナソニックの「パ」とナショナルの「ナ」のそれぞれの頭文字をとって命名された。全国のパナソニックショップ各店では営業車の車体の多くにこの「パナ坊」が描かれた。パナソニックへの社名変更後は、社内の方針転換によりキャラクターを強調しなくなり、CMおよびパナソニック特選品カタログに登場しておらず、著作権の使用期限切れとなる2010年3月31日をもって公式使用を終了した。
2012年から会員サイト「CLUB Panasonic」から新マスコットキャラクター「ぴこりん」が登場しているが、2017年3月現在までテレビCMには登場していない。

### グループイメージソング
1955年 - 1974年には、松下電器産業（現：パナソニック）の一社提供番組で流れた三木鶏郎作のCMソング『明るいナショナル』で一世を風靡した。
『SEEDS OF TOMORROW（MIDDLE OF NOWHERE-Panasonic version）』
DREAMS COME TRUEによるタイアップソングで、『MIDDLE OF NOWHERE』という曲が基になっている。歌詞では、「MIDDLE OF NOWHERE」の部分を「Panasonic」と歌い、「I AM SAILIN'」の部分を「ideas for life」（パナソニックのスローガン）と歌っている。45thシングル「連れてって 連れてって」の冬期限定盤（ボーナストラック）に収録。
この曲は企業CMの他、提供番組の『パナソニック ドラマシアター』および『歌のない歌謡曲』で、長年親しまれてきた『明るいナショナル』に代わる新オープニング曲として、社名変更から2010年2月14日（企業CMは2009年11月）まで使用されていた。
『Shall be done』
サラ・ブライトマンによるグローバルイメージソング。歌詞は全て英語で、「Panasonic」やスローガンの一部「ideas for...」が含まれる。現時点で発売予定はない。
2009年12月からは企業CMで、2010年からは『パナソニック ドラマシアター』・『歌のない歌謡曲』 両番組のオープニングでそれぞれ使用されているほか、国内外のさまざまな広告活動・イベントで使用された。
『この夢が未来』
作詞：森雪之丞、作曲：久石譲

### 広告賞
カンヌライオンズやアジア太平洋広告祭（ADFEST）、広告電通賞、フジサンケイメディアミックスグランプリなど、数多くの広告賞を受賞している企業としても有名である。

### スポーツ大会のスポンサリング
企業スポーツや国内外のスポーツ大会への協賛に比較的積極的である。夏季・冬季オリンピックの公式スポンサーで、1988年カルガリーオリンピックから始まり、同年のソウル以降、2024年までの夏季・冬季の20大会連続・36年連続でAV機器カテゴリーのTOPスポンサー（ワールドワイドパートナー）として、放送機器などの各種商品が使われることで決まっている。パラリンピックにおいても、1998年の長野以降、AV機器のカテゴリーにて支援してきたが、2020年までの6年間、福祉関連機器のカテゴリーを含めたワールドワイドパートナーとして新たに締結している。
- 国際スポーツへの協賛
  - オリンピック・パラリンピック - 公式TOPスポンサー（2024年12月31日で終了[43]）
  - フォーミュラ1（F1） - パナソニック・トヨタ・レーシング のチーム・タイトルスポンサー
  - フォーミュラE（FE） - パナソニック・ジャガー・レーシングのチーム・タイトルスポンサー
  - AFCチャンピオンズリーグ - 2006年からスポンサー
- プロスポーツとの関連
  - ガンバ大阪 - マネジメント・パートナーおよびユニフォーム・スポンサー。自社のサッカー部を前身とする男子プロサッカークラブ。
- 所有する実業団スポーツチーム
  - パナソニック野球部 - 日本野球連盟に加盟。
  - 大阪ブルテオン - SVリーグ所属の男子バレーボールチーム。旧チーム名はパナソニックパンサーズ。
  - 埼玉パナソニックワイルドナイツ - ジャパンラグビーリーグワンに所属するラグビーチーム。元々は三洋電機のラグビーチームである。
  - パナソニック インパルス - Xリーグに所属するアメフトチーム。元々はパナソニック電工のアメフトチームである。
  - パナソニック女子陸上競技部 - コネクティッドソリューションズ社による運営の陸上競技部。旧・松下通信工業（松下通信）→パナソニックモバイルと変遷。
  - パナソニックESブルーベルズ - 9人制女子バレーボール部。
- 球場広告
  - 東京ドーム - 先代の後楽園球場時代から長くフェンス広告を提供している。諸事情により一時期は撤退するも東京ドーム改修後にフェンス上のデジタル帯広告のうちの一社として2022年3月より復活。
  - 阪神甲子園球場 - 戦後から長くフェンス広告を提供している。また、甲子園歴史館にもスポンサーの一つとして参加している。
  - ナゴヤドーム - パナソニック エコシステムズの本社が愛知県にある関係で、先代のナゴヤ球場時代から長くフェンス広告を提供していた（現在は撤退）。
- その他
  - 石川遼 - 2008年1月に5年間の所属契約を締結。契約満了に伴い2013年1月パナソニックを離れ、現在はカシオ計算機所属。
  - ブラジル・サントスFC - ユニフォーム・スポンサー
  - 中国・全国卓球大会「パナソニック・グランプリ（松下乒乓球大奖赛）」 - 1991年からタイトルスポンサー
  - サッカーインド代表 - 2010年、3年間のスポンサー契約を締結。
  - スペランツァFC大阪高槻 - プレナスなでしこリーグに所属する女子サッカークラブ。元々クラブチームだが、L・リーグ時代においてパナソニックが松下電器時代にスポンサーとなったことで「松下電器レディースサッカークラブ・バンビーナ」として活動していた時期があった。
  - 門真ブルーソニックス - ラグビーチーム。松下電器時代の自社のラグビー部を前身とするクラブチーム。
  - 甲子園ボウル - 2011年から2015年まで冠スポンサーを務めており（パナソニック電工から交代）、大会名が「パナソニック杯第○○回毎日甲子園ボウル」だった。

## 主なスポンサー番組

### 現在放送中（2024年4月現在）
- 一社提供
  - BeauTV〜VoCE（テレビ朝日・関東ローカル） - CMはPanasonic Beauty関係のみ。
- 複数社提供
  - BSフジLIVE プライムニュース（BSフジ）
  - 土曜プレミアム（フジテレビ、長年続いたホンダとKDDIから引き継いだ）※60秒→30秒→2022年10月から再び60秒、子会社のパナソニックホームズも提供。かつては、同業者のシャープや三菱電機が提供していた[注釈 23][注釈 24]。
  - NEWS ZERO→news zero（日本テレビ系[注釈 25]） - 2014年10月1日〜（平日隔日スポンサー）[注釈 26]
  - 秘密のケンミンSHOW（読売テレビ、長年続いた三菱UFJニコスから引き継いだ。） - CMはPanasonicリフォーム関係が中心。
  - NEWS23→news23（TBS） - ※23時台中盤隔日ナショナルセールス枠→2016年10月からは前半全日ナショナルセールス枠となる。2019年10月から再び隔日提供に変更。
  - バナナマンのせっかくグルメ!!（TBSテレビ）- 2021年10月から、長府製作所から引き継いだ。
  - ジョブチューン アノ職業のヒミツぶっちゃけます!（TBS） - ※PT扱い
  - 新・情報7DAYS ニュースキャスター（TBS）
  - 人生の楽園（テレビ朝日）
  - 日経スペシャル カンブリア宮殿（テレビ東京）
  - にじいろジーン（関西テレビ） - 2017年10月から2020年3月の終了まで提供。 など

### 過去

#### 一社提供
- ナショナルキッド→少年ケニヤ（日本教育テレビ）
- ミステリーベスト21（NETテレビ）
- ナショナル劇場→パナソニック ドラマシアター（TBS系） - 旧称『ナショナル ゴールデン・アワー』。
- フジテレビ系土曜23時30分枠
  - 夢で逢えたら→夢の中から→夢がMORI MORI→めちゃ×2モテたいッ!→LOVE LOVE あいしてる→胸さわぎの土曜日→アイ×カチ→やしがにのウインク（フジテレビ系）[注釈 27]
- 二人の食卓 〜ありがとうのレシピ〜（テレビ朝日系）
- ナショナルゴールデン劇場（テレビ朝日系） - 1966年4月から1979年12月まで一社提供[注釈 28]。
- ナショナル木曜劇場（フジテレビ系） - 1984年10月から1988年9月まで一社提供[注釈 29]。
- Nationalドキュメンタリー特集（日本テレビ系）- 1982年4月から1983年10月まで一社提供。
- Panasonic Melodious Library（TOKYO FM - JFN系列）
- 歌のない歌謡曲（JRN系列など、企画ネット番組） - 降板により大半の放送局は終了。
- Panasonic presents 「おと、をかし」（TOKYO FM・JFN系列） - DJは[Alexandros] 川上洋平。
- 高城剛X（テレビ大阪など）
- 名曲物語（テレビ大阪・TVKテレビ(現在のtvk)）

#### 複数社提供
- 金曜9時ドラマ (第1期)（TBS系）[注釈 30]
- 夜のヒットスタジオDELUXE（フジテレビ系）- 1987年4月に大正製薬から引き継いだ。
- 男と女のミステリー（フジテレビ系）
- 日曜洋画劇場（テレビ朝日系）- 2011年9月まで
- アッコのおかしな仲間（日本テレビ系） - PT

## テレビ番組
- 日経スペシャル ガイアの夜明け（テレビ東京）
  - 中国シリーズ第2弾 感動密着!中国的“金の卵”農村少女が世界の工場の担い手となる日（2002年5月12日、テレビ東京）[78]
  - 現場力を高めよ 〜松下電器・人づくりの挑戦〜（2003年2月23日）[79]
  - 商店復活の仕掛人 松下と楽天（2005年6月21日）[80] - 街の電器屋の「サービス」と「地域密着」を取材。
  - 買う気にさせます～“生活家電” 新機能開発の裏側～（2006年10月31日）[81] - 生活家電開発を取材。
- 日経スペシャル カンブリア宮殿 ニッポン企業・大改革時代 第2弾! 巨艦パナは変われるか? 凄腕"出戻り"の挑戦（2020年4月2日、テレビ東京）- パナソニック 専務 樋口泰行出演[82]。

## その他

### テーマパーク
- 東京ディズニーリゾート
  - スター・ツアーズ - 東京ディズニーランドのアトラクションのスポンサー（現在は撤退）。
  - モンスターズ・インク“ライド&ゴーシーク!” - スポンサーを務める東京ディズニーランドのアトラクション。「スター・ツアーズ」に代わり、2009年4月15日から提供・スポンサーとなる。
  - インディ・ジョーンズ・アドベンチャー：クリスタルスカルの魔宮 - 東京ディズニーシーのアトラクションのスポンサー。
- ユニバーサル・スタジオ・ジャパン - オフィシャル・マーケティング・パートナー（現在は撤退）。
  - ターミネーター2:3-D - ユニバーサル・スタジオ・ジャパンのアトラクションのスポンサー（現在は撤退）。
- 白浜エネルギーランド

### アクセラレーションプログラム
- 100BANCH
  - ロフトワーク、カフェ・カンパニーと共同設立[83](現在は一般社団法人百番地と共同運営[84]）。

### その他

#### 広報映画
「松下電器産業」として存在していた頃に企画した広報映画のうち、1960年代以降に製作された9作品が、2019年4月16日現在、『科学映像館』において無料公開されている。制作者はいずれも東京シネマ（『マリン・フラワーズ』のみ同社の後継会社である「東京シネマ新社」）。
光の技術（1961年：カラー・18分）
電球や蛍光灯などの製造現場の紹介と、照明技術の進化の説明がなされている。日暮雅信が音楽を担当。
電子の技術－テレビジョン－（1961年：カラー・25分）
テレビ受像機の動作原理の説明と、受像器の生産現場の紹介など。矢代秋雄が音楽を担当。
音響創造 ―電子の技術―〔1961年：カラー33分（本編28分＋トレーラー5分）〕
スピーカー生産現場の紹介のほか、本編冒頭では「音」の姿に迫るなどしている。『序奏と協奏的アレグロ』でデビューし、遠藤周作の小説『沈黙』を基にしたオペラを作曲したことで知られる松村禎三が音楽を担当。なお本編に続くトレーラー部分では、当時流通されていた松下製の商品が宣伝されている。
パルスの世界－エレクトロニクスと生体と－（1962年：カラー・28分）
情報を伝達し処理する役割を担うパルスの世界を探ることを通じ、ヒトを含む生物の働きとエレクトロニクスの働きが原理的に相似関係にあることを示し、エレクトロニクスへの理解につなげることがこの作品の狙いとされている。一柳慧が音楽を担当。英語版あり《YouTube内で公開。題名英字表記「THE WORLD OF PULSES - Electronics and Living Organism -」英語吹き替え（アテレコ）のみ》。
力の技術－モートル－（1963年：カラー・28分）
電動機（モーター）の動作原理の説明に始まり、その後、モーター生産現場の紹介が続く。タイトルにも見える「モートル」という表記は、「電動機」を意味するドイツ語表記「Motor」を昔のドイツ語教育においては「モトール」とカタカナ表記されていたのを誰かがそこから「モートル」を動力用モーターを意味する言葉として広めたことによる。三善晃が音楽を担当。
闘魂の記録－オリンピック東京大会を目指して－（1963年：カラー・34分）
1964年東京五輪に向けてトレーニングに励むアスリートたちの姿を中心に映し出されているが、冒頭では前記東京五輪のメイン会場となった国立霞ヶ丘競技場陸上競技場におけるナイター設備や、羽田空港に通ずる高速道路のトンネル区間の照明設備が紹介され、特に後者では当時の松下技術陣による開発風景も映し出されている。黛敏郎が音楽を担当。
結晶と電子－エレクトロニクスと生体と－（1964年：カラー・26分）
原子の結びつきから電子の働きを解説。前出『パルスの世界』と同じく一柳慧が音楽を担当している。
新しい暮しを創る ―松下電器― （1964年：カラー・27分）
昭和中期の家電ブームを技術で支えた企業イメージPR作品。
マリン・フラワーズ－腔腸動物の生活圏－（1994年HDリマスター版：カラー・40分）
作品の内容としては、今では刺胞動物と呼ばれるようになっているクラゲ、サンゴ、イソギンチャクなどの腔腸動物の世界を紹介するものとなっている。1975年に開催された沖縄国際海洋博覧会における3面マルチスクリーンでの映像公開のため1973年から制作されたが、同時に海洋博以外での映像公開も検討され、結果として海洋博向けの3面マルチスクリーン版（22分）と共に1面ポピュラーサイエンス版（31分）も用意されるに至る。その後、1994年にハイビジョン試験放送用としてシンテル社（現・ブラックマジックデザイン）製ハイビジョン対応テレシネスキャナー初号機によるハイビジョン化を実現させた。このハイビジョン化実現に際しては35mmカラーネガ原版に若干の未使用ネガが追加されたこともあって所要時間が40分に延びたほか、音楽とナレーションなども制作当初とは大きく変更されている。

#### エフエムもりぐち送信所
当企業の本社内に、コミュニティ放送のエフエムもりぐち（通称：FM HANAKO）の送信所が置かれている。大阪府守口市と門真市を放送対象地域とする西日本で最初のコミュニティ放送局でパナソニックも出資しており、門真・守口市境にまたがるパナソニック本社敷地内に送信所を設置している。その関係もあり、パナソニック野球部が都市対抗野球大会に出場する場合は実況生中継する。
| 放送局名 ｢愛称｣              | コールサイン | 周波数   | 空中線電力 | ERP | 放送対象地域       | 放送区域内世帯数 |
| エフエムもりぐち ｢FM HANAKO｣ | JOZZ7AA-FM   | 82.4 MHz | 10W        | 31W | 守口市及び周辺地域 | 約6万世帯        |

#### CM出演者
「きれいなおねえさんは、好きですか。」シリーズについては当該記事を参照。
CM出演者・スポンサー契約締結者（過去含む）
- 石田ひかり - エオリア
- 浜崎あゆみ - LUMIX・D-snap・D-dock
- 福山雅治 - コブラトップなどAV商品
- 鮎川誠 - AV商品
- SMAP - AV商品
- 綾瀬はるか - VIERA・LUMIX・Strada・白物家電
- 佐藤健 - LUMIX
- 小雪 - VIERA・ナノイー
- 滝川クリステル - VIERA・DIGA
- 森高千里 - デジタルビデオカメラ
- 松田翔太 - Let's note
- 比嘉愛未 - Let's note
- 西島秀俊 - 白物家電・LAMDASH
- 吉瀬美智子 - 白物家電・Panasonic Smart・ナノイー
- 土屋アンナ - 掃除機・洗濯機（プチドラム）
- 黒木瞳 - 住宅設備
- TOKIO - 住宅設備
- 石田ゆり子 - 住宅設備
- ムロツヨシ - 住宅設備
- 水野真紀 - 美容家電「きれいなおねえさんは、好きですか。」初代キャラクター
- 松嶋菜々子 - 美容家電「きれいなおねえさんは、好きですか。」2代目キャラクター
- 片瀬那奈 - 美容家電「きれいなおねえさんは、好きですか。」3代目キャラクター
- 中谷美紀 - 美容家電「きれいなおねえさんは、好きですか。」4代目キャラクター
- 仲間由紀恵 - 美容家電「きれいなおねえさんは、好きですか。」5代目キャラクター   Panasonic Beautyイメージキャラクター（ナノイー搭載美容家電など） - グループのパナホームにも出演
- 水原希子 - Panasonic Beautyイメージキャラクター
- 亀梨和也（KAT-TUN） - Panasonic Beauty for MENイメージキャラクター（LAMDASHなど）
- 石川遼（プロゴルファー・所属契約を結んでいた） - エコナビCM
- perfume - 洗濯機
- 山岸舞彩 - おうちリフレ
- 山本彩（当時NMB48・AKB48） - Panasonic リフォーム
- 渡辺美優紀（当時NMB48・SKE48） - Panasonic リフォーム
- 松重豊 - ナノイー X
- 遠藤憲一 - AV商品
- 大坂なおみ - コーポレートブランド
- 戸次重幸（TEAM NACS） - Panasonic リフォーム

## 評価・ランキング
- 米国フォーチュン誌が発表する2020年フォーチュン・グローバル500では日本の電機業界の売上高ランキングで日立、ソニーに次ぐ3位（総合：日立：106位、ソニー:122位、パナソニック：153位）
- 英国フィナンシャル・タイムズ紙が発表する世界の企業の時価総額をランキングする2011年フィナンシャル・タイムズ・グローバル500では世界284位。
- 米国フォーブス誌が発表する売上高、利益、資産、時価総額の4要素を基にランキングしている2011年フォーブス・グローバル2000では世界482位。
- 米国コンサルティング会社インターブランドが発表する世界の企業のブランド価値ランキング2011年インターブランド・ベスト・グローバル・ブランド・リストでは世界69位。
- 米国コンサルティング会社インターブランドが発表する世界の企業の環境ブランド価値ランキング2012年インターブランド・ベスト・グローバル・グリーン・ブランド・リストでは世界6位。
- 加国コーポレートナイツ誌が発表する世界の主要企業約1,800社の中から環境的、社会的、企業運営的に優れている会社として、2011年世界で最も持続可能性のある企業100社に選ばれ、4年連続でこのリストに選ばれている[87]。
- 毎日コミュニケーションズが発表する、2012年卒業生が選んだ就職企業人気ランキングにて、理系総合ランキングで首位。理系男子のランキングでは2年連続首位。
- リスクモンスターが発表する第三回「世界に誇れる日本企業」ランキング（2015年）で2位[88]。
- 日経リサーチが発表する2015年版ブランド戦略サーベイのブランド総合評価ランキングでは、Appleと並んで2位。企業魅力度では全570社中1位[89]。
- 日経リサーチアワード「企業ブランド大賞2015」を受賞。当社の「誠実で革新のものづくり」が評価された。

## 不祥事

### 製品に関する事故・不正

#### ナショナルFF式石油暖房機の欠陥による死亡事故
1985年から1992年まで製造されたFF式石油暖房機を使用したユーザーに、一酸化炭素中毒事故による死亡事故が2005年1月5日に発生。その後も事故が続発した。
FF式（密閉式・強制給排気形）暖房機は1980年代中頃に開発されたもので、壁に穴を開けて給排気筒を通し、屋外の空気を機械に送り込んで燃焼させ、燃焼ガスは屋外に排出するタイプの暖房器具である。
事故原因はバーナーに外気を送るゴムホース（2次エアホース）の亀裂により不完全燃焼を起こしたこととされた。また、事故に至った現場に設置されていた当該石油温風機には、燃焼用送風機の異常による送風量低下や吸排気筒の変形、動物の巣が形成されるなどの異状があり、それら複合的な要因が重なることで一酸化炭素がさらに多量に発生したことが実証されている。ゴムホースにはアクリロニトリル・ブタジエンゴム（NBR）が用いられており、また2次エアホースはS字状に湾曲した形状であり、取り付け時にねじれた状態になることでホース表面にストレスがたまる状況となっており、さらにバーナーのある燃焼筒の直下にあることで燃焼による熱の影響を常に受け酸化がさらに進行するという構造上の欠陥を抱えていた。
製造は奈良県大和郡山市にあった松下住設機器（松下電器産業に吸収合併の後、現在は社内カンパニーのアプライアンス社）で、152,132台が販売された。
事故発生直後の2月10日、松下電器は石油暖房機だけでなく石油給湯機なども含む石油機器からの完全撤退を決めた（合理化のための撤退という説もある）。以降、ナショナルショップ（松下製品取次店）に供給される石油暖房機器はコロナ製品に変更された。また、事故との関連は不明であるが、石油機器からの完全撤退に合わせ、2005年から過去20年間に製造されたFF式石油温風機・ふく射ヒーター全機種97機種に対して、無償での点検活動を行う「ご愛顧御礼キャンペーン」なる活動が展開された。点検対象となった機種の中には、のちにリコールの対象となる事故当該機種も含まれていた。
1月に発生した死亡事故の直後、松下電器は一般家庭などから同機種31台を回収して調査したところ、9台にゴムホースが劣化し亀裂が生じており、一酸化炭素を含む燃焼排気ガスが逆流することが判明した。石油温風機に不具合が生じていたことは公表されていなかったが、2月と4月にも負傷者を発生させる事故が立て続けに発生したことから、4月20日に松下電器は記者会見を実施し、ゴムホースを銅製ホースに交換するリコール（製品の無償修理）を発表した。翌4月21日には新聞紙面上において『謹告』と題した社告を出し、無償での部品交換をすると公表したが、その内容には当該製品を未点検のまま使用した場合、「室外に排出される一酸化炭素を含む排気ガスが、ごく稀にエアホース内に逆流し、室内に漏れ出す恐れがある」と死亡事故に至る危険性があることは明記されておらず、また使用の中止要請に関しても「異臭・異音・運転停止等の異常にお気づきの場合」に室内の換気と使用を中止するように呼び掛けるに留まっていた。しかしながら、この時点では徹底した市場対策はなされておらず、有効な対策を打てぬまま2度目のシーズンを迎え死者を増やす結果につながった。
11月21日、修理漏れの対象製品を使っていたユーザー宅で新たに死亡事故が発生した。経済産業省は対象機種の生産から13年から20年が経過していることも影響して修理対応が進んでいないと見ていたため、11月29日の夕方に同日付けで消費生活用製品安全法第82条に基づく緊急命令（現：同法第39条に基づく危害防止命令）を発出した。本件事故を踏まえ、松下電器は11月30日に新聞紙面上において4月以来となる『謹告』を行ったが、内容は4月21日の『謹告』と変わり当該製品について「場合によっては、死亡事故に至る恐れがある」と、事故に至る危険性がある旨を明記し、また未点検品を使用しているユーザーに対して直ちに製品の使用中止を求めるようになった。
しかし、緊急命令発出後の12月5日に交換した銅製ホースが機械から脱落、ユーザー宅で家人が意識不明の重体となる中毒事故が発生。経済産業省は同月、独立行政法人製品評価技術基盤機構（NITE）に原因究明を依頼した。
このため松下電器は対応を変更し、12月6日に対象製品の無料での点検修理から対象製品の1台5万円での引き取り を決め、松下電器（National/Panasonic）だけでなく松下グループ全社の一般テレビ・ラジオCMを全て「ナショナルFF式石油暖房機を探しています」と題する対象製品のリコール告知CM（お詫びCM）へ差し替える（内容は後述）、ガソリンスタンドや店舗、新聞折り込みなどでチラシを配布するローラー作戦を決行するなど対策を強化した。松下提供のラジオ番組『歌のない歌謡曲』でも12月8日から松下のCM放送を急遽中止、一時は公共広告機構（現：ACジャパン）のCMに差し替えられ、その後、12月12日からはお詫びCMを流した。TBS系列で放送の『ナショナル劇場』のCM も、発生当時（12月12日放送分：『水戸黄門』第35部の第10話）は公共広告機構と並行してお詫びCMの長編（30秒が1回、それ以外は60秒）を放送した。12月8日（地方紙では12月9日）には、当時の松下電器産業の代表取締役社長であった中村邦夫名義で『お詫びと、大切なお知らせ』と題した新聞全面広告を打ち、新たな事故が発生したことや経済産業省からの緊急命令が下されたことへの報告と謝罪をした上で、「なんとしてもこれ以上の事故は防がなければならないと考えております。広告をご覧になり、お心当たりのある方は、どうか速やかにお申し出くださいますよう切にお願い申し上げます。」とユーザーに対して再度回収への協力を呼び掛けた。
交換した銅製ホースが機械から脱落する事故は全国で13件にも及んだため、急遽12月10日 - 12月19日までの10日間は放送でのコマーシャルを全てお詫びCMに差し替えた。通常の松下CMが再開された12月20日以降も、対象製品が多数出回っている北海道・東北などの一部地域と民放BS・一部のCS放送局ではスポットCM中心にお詫びCMを集中させた。ラジオ番組『歌のない歌謡曲』でも継続してお詫びCMを放送した（TBSラジオの場合、番組内1回と終了直後1回）。
2006年1月12日には約6万台の所在が確認できていないとして、宛先を特定せず指定地域の全戸に郵便物を送付できる日本郵政公社（現：日本郵便）のサービス「配達地域指定郵便物（タウンメール）」を利用し、「松下電器より心からのお願いです」と題する、対象製品の修理・回収を呼びかけるはがきを送ることを発表。2月中旬から全国の全世帯4900万（前年度国勢調査速報値による）と宿泊施設1100万箇所、計約6000万箇所に送付した。はがきには回収対象の石油暖房機（石油温風機と石油フラットラジアントヒーター）の写真と、24時間体制で受け付けるフリーダイヤルの電話番号（0120-872-773）が印刷されている。
2006年11月、リコール開始当初から対象製品としてリスト入りしていた寒冷地仕様の煙突付き機種 の写真を追加した。この頃、ファクシミリのフリーダイヤル回線（0120-870-779）も開設された。
2007年5月末時点で、テレビのお詫びCMを4万2,000本放映、チラシ6億9,000万枚を配布し、費用249億円をかけて回収を呼びかけたが、回収率は70%余りに留まり回収が難航する中、いつでも使用できる「危険な状態」のケースや使用しないままで放置されているケースの修理・回収を進めており、既に廃棄処分（買い替えに伴うものも含む）された情報も集めている。
その後も対象製品の全台数が回収に至っていないため、現社名に変更後も引き続き、規模を大幅に縮小しつつもお詫びCMの放送（2009年頃からは、暖房機器の使用が始まる冬場や、暖房機器の使用が終わる春先を中心に流される）およびチラシの配布を行っている。連絡先についてはフリーダイヤルの電話番号はそのままであるが、高齢者などのユーザーに現社名が周知されていない懸念があるため、社名は必ず「パナソニック株式会社（旧社名：松下電器産業株式会社）」 と併記されている。ただしフリーダイヤルの受付時間は24時間体制から平日のみに縮小され、時間外や休日は留守番電話での受付へと移行した（ファクシミリは24時間のまま）。社名変更以降、パナソニックが「今でも見つかっています」としてチラシやウェブサイトで挙げている発見事例は以下の通り。
- 各種住宅
  - 空き部屋（使われなくなった子供部屋、設置されている部屋を物置代わりにしていた、等）
  - 実家（帰省時に発覚した、等）
  - 高齢者世帯（上述の実家、ホームヘルパーの訪問時に発覚した、等）
  - 介護世帯（同上）
  - 親戚世帯
  - 空き家（中古住宅も含む）
  - 別荘
- 各種施設
  - 事務所
  - 集会所
  - 店舗
  - 宿舎
  - 研修所
- 各種収納スペース（リフォーム等で収納していた、等）
  - 倉庫（農作業用も含む）
  - 物置（上述の空き部屋転用も含む）
  - 押し入れ
  - 納屋
  - ガレージ

パナソニックではお詫びCMの「全台数の把握に向けて、引き続き、探しております」とのテロップや、チラシの「いまだ全数把握には至っておりません」等の記載、ウェブサイトの「依然として全台数を確認するには至っておらず、」の記載等で、最後の1台が発見されるまでFF式石油暖房機市場対策活動を継続する意向を明らかにしており、長期化は決定的なものとなった。
2021年11月現在お詫びCMは放送されていないが、企業公式サイトのトップページには通年で「ナショナルFF式石油暖房機を探しています」 とこのお詫びを掲載し続けている。また、暖房シーズン前後にはチラシ（その他のリコール事案を集約したチラシも含む）配布や公式SNSアカウントへの投稿も継続している。全ての対象製品が製造を終了してから30年以上、最初の死亡事故が発生してから18年以上が経過した現在もパナソニックは松下電器産業時代のFF式石油暖房機を「探し続けて」いる。
対象製品は2023年3月時点で、152,132台のうち118,432台分の利用者が判明（廃棄・買い替え、回収・修理）しているが、差し引いた残り33,700台が発見に至っていない 。

##### 事故状況
1件目の事故
2005年1月5日、福島県南会津郡伊南村（現：南会津町）のペンションで、スキー旅行のために宿泊していた親子が一酸化炭素中毒となり当時小学6年生だった男児1人が死亡、父親も意識不明の重体となり、同年4月の段階でも入院中であった。この事故では、2次エアホース円周に沿って幅1mm（ミリメートル）、高さ10mmのクラックがあり、湾曲部に約8mmの開口部を持つ長さ30mmの孔、そして燃焼室側には幅1mm、長さ10mmのV字型のクラックがあった。そのほか熱交換器にススが付着する異常が確認された。使用されていた型式はOK-3527HA。
2件目の事故
2005年2月23日、長野県茅野市の個人宅で居住者夫妻が一酸化炭素中毒となる事故が発生。この事故では、2次エアホースの送風機側湾曲部の外側に、約5mmの開口部を持つV字型の深さ約13mm（1.3cm（センチメートル））の孔があった。そのほか、吸排気筒の変形、送風機モーター軸の変形、設置不良が発見された。使用されていた型式はOK-3527。
3件目の事故
2005年4月13日、長野県長野市の美容室で客と店長が一酸化炭素中毒となる事故が発生。この事故では、2次エアホース送風機側湾曲部の外側に、約10mmの開口部を持つV字型の深さ10mmの孔、そして燃焼室側先端から約20mmの場所に、縦方向に幅約1mm、長さ15mmのクラックが2箇所見つかった。熱交換器の煤付着、吸気温度サーミスタの断線が発見された。使用されていた型式はOK-3527。
4件目の事故
2005年11月21日、長野県上田市の個人宅で居住者夫妻が一酸化炭素中毒となり、中学校の助教諭を務めていた妻が死亡、小学校教頭を務めていた夫が重体となった。この事故では、2次エアホースの送風機側湾曲部の外側に、約12mmの開口部を持つV字型の深さ13mmの孔が、そしてこの孔から燃焼室方向25mmに、幅2mm、長さ25mmのクラックが発見された。熱交換器のスス付着、吸排気筒の変形、吸排気筒内にアメリカジガバチの巣が発見された。使用されていた型式はOK-3537。
5件目の事故
2005年12月2日、山形県山形市の個人宅で、居住者の82歳男性が一酸化炭素中毒となり意識不明の重体となった。石油温風機は同年10月に山形市のナショナルショップ「山形ナショナル電機」が部品交換を行い、ゴムホースから銅製ホースに交換されており、事故が起きるまでの約2か月間ほぼ毎日使用されていた。交換した銅製ホースが本体から脱落したとみられる。銅製ホースは本体とのかみ合わせの長さが短く（従来のゴムホースの約20㎜に対し銅製ホースは約12㎜）、また重量が重く（ゴムホースの約40gに対して銅製ホースは85g）、交換時にしっかりとクリップを締めないとずれ落ちやすいと修理現場から指摘されていた。松下電器側は「しっかり締めれば脱落の心配はなく構造上の問題はない」「修理現場から指摘があったことは把握していない」とした。使用されていた型式はOK-2525。

##### お詫びCMの内容
CMの秒数や放映時期等により差違があるが、内容は概ね以下の通り。
共通
本題は全て「ナショナルFF式石油暖房機を探しています」。対象製品の品番を列挙し危険性を述べた後に品番確認と使用中止を要請し、連絡先のフリーダイヤルを案内し、謝罪で終了するのが基本的なパターン。いずれも、対象製品に存在する給排気筒・煙突については強調表示される。
「ナショナルから大切なお知らせとお願いです」版
最初に放映されたお詫びCM。フリーダイヤルの番号は読み上げず、「誠にお手数ですが、至急、ご覧のフリーダイヤルまで、ご連絡をお願い申し上げます」と述べた。テロップは明朝体でBGMも無し。『水戸黄門』第35部の第10話と第11話で放映されたのはこのバージョン。
「ナショナルから重ねてお願い申し上げます」版
品番表示部分に「品番 OK- で始まる以下の製品です。」のテロップを追加。テロップの明朝体とBGM無しまで含めて最初期と大差はないが、放映時期で内容に差があり、2005年～2006年年末年始ごろに放映されたバージョンではフリーダイヤルの番号を読み上げなかったが、2006年内に放映されたバージョンではフリーダイヤルの番号を2回読み上げ、「全力で対象製品を探しておりますので、何卒、ご理解とご協力をお願い申し上げます」のナレーションで終了するようになった。
「いま一度、心よりのお願いです」版
謝罪と情報提供への謝辞から始まり、市場対策活動（新聞広告、チラシ、回収作業）の写真が盛り込まれた。連絡先の案内にはコールセンター（FF式石油暖房機市場対策室）の写真と「24時間体制でご連絡お待ちしております」のテロップがつき、「重ねてご面倒をお掛け致しますが、お心当たりの方は、フリーダイヤル 0120-872-773まで、今すぐご連絡をお願い申し上げます」のナレーションで終了。このバージョンからBGM（ピアノ演奏）がついた。
「ご使用になられる前にお願いです」版
温暖地向けCMにも煙突付き機種の写真が追加される形で温暖地向けと寒冷地向けで同一内容となる。BGMが変更された（ピアノ演奏なのは同じ）。
「引き続き、探しています」版
社名変更後のお詫びCM。発見事例が例示された。Nationalロゴが全て削除され、「ご連絡先：松下電器産業株式会社」が「ご連絡先：パナソニック株式会社（旧社名：松下電器産業株式会社）」に差し替えられた。フリーダイヤルの案内で削除されたNationalロゴの部分にもPanasonicロゴは無く、その部分に「ご連絡先 パナソニック株式会社（旧社名：松下電器産業株式会社）」と3行記載された。BGMは「ご使用に～」版と同じ。
これは余談だが、このお詫びCMは後のお詫びCMのテンプレート、デファクトスタンダードとなった。

##### FF式石油暖房機以外のリコール
その後、同社は2007年5月30日に電子レンジや冷蔵庫、衣類乾燥機の一部機種で部品の不具合による発火などの恐れがあるとして、28機種、推定約300万台を無料で点検・修理すると発表した。同社の製品回収規模としては過去最大となる。
当初は偶発的な事故として見ていたが、FF式石油暖房機による一酸化炭素中毒事故で死傷者を出した反省から、各製品の点検を行ったところ共通した欠陥が見つかった。火災やそれに関連した死者は出なかったものの、一酸化炭素中毒事故がなければそのまま放置されていた可能性が強いため、安全意識の欠如が問われる形となった。

#### 松下製小型ガス湯沸かし器死亡事故
2007年2月19日、パロマ湯沸器死亡事故、リンナイの湯沸かし器死亡事故を受けて、日本ガス石油機器工業会は加盟企業の事故データを発表した。
発表によると、パロマは事故件数7件・死亡人数9人、リンナイは件数5件・死亡10人、松下は件数27件・死亡48人（1986年以降）と、松下の数字はパロマ、リンナイの数字を大幅に上回っていた。27件の死亡事故が起きていた松下製湯沸かし器は、室内で空気を取り入れ室内に排気する開放式と呼ばれるタイプ。いずれも不完全燃焼防止装置は付いておらず、「GW-525」「GW-5D」など少なくとも9機種が確認されている。
年代別では、1986年 - 1989年に17件の事故が起き、計30人が死亡。その後は、1990年 - 1999年が8件（死者16人）、2000年以降が2件（死者2人）となっている。1989年2月には5件の事故が集中的に起き、1992年3月には1度に4人が死亡する事故もあった。1番新しい事故は2006年3月の発生だった。同工業会が開示した事故データによると、27件の大半は「換気扇を回していなかった」など使用者側の誤使用に原因があったとされている。
日本ガス石油機器工業会からの発表があるまで、松下はこれらの事故について公表しておらず、死亡事故発生も公表していなかった。使用者へ注意を呼びかけることもせず、事故原因を「使い方に問題があった」として片付けてきた。同社はFF式石油温風機による一酸化炭素中毒事故の際には「製品に問題がある」として直ちにリコールを行ったが、湯沸かし器ではこうした対応をとらなかった。その理由について、同社広報は「製品に起因するものではないので必要ないと判断した」としている。
ただし同社公式ウェブサイト内で、ガス湯沸かし器の死亡事故に関する記述はある。

##### 影響
機器の経年劣化による事故多発を受け、2007年11月に消費生活用製品安全法（消安法）が改正、石油温風暖房機、ガス瞬間湯沸し器、風呂釜、石油給湯器、電気食器洗い乾燥機、浴室用電気乾燥機の9品目について、メーカーに対し製品寿命の表示と点検通知が義務付けられた。

#### エコキュート破裂事故
2013年1月、兵庫県内でエコキュートのヒートポンプユニット内にある圧縮機が破裂。圧縮機が収まった鉄製カバーを突き破って部品やカバーの一部が飛散し、周囲にあった物を破損させる事故が発生。翌2014年5月までに同様の破裂事故が合わせて5件相次いだ。製品のみが破損する事象も9件発生しており、パナソニックで原因を調査したところ、ヒートポンプユニットのドレン（排水パイプ）が詰まり、下に塩分を含んだ水が溜まった場合、圧縮機に巻かれている防音材が水を吸い上げ、水分が蒸発する事で塩分が濃縮。これにより圧縮機の腐食が異常に進み、破損に至るケースが判明したという。
いずれも発火や人的被害は確認されていないものの「破裂事故で周辺物を破損させたのだから、放置すれば人的被害が発生する恐れがある」と判断し、パナソニックは2014年7月24日、エコキュートのリコールを届け出る旨を正式決定。翌7月25日には自社ウェブサイト上でエコキュートのリコールを公式発表、7月26日にはパナソニックショップはじめ全国の販売店・住宅メーカーなどへ「エコキュートリコール告知リーフレット」を一斉配付すると共に、新聞紙上にもエコキュートのリコール社告を掲載した。
リコール対象となるのは、パナソニックなどが2003年11月 - 2013年1月までに製造したエコキュートのヒートポンプユニット計208機種・103万1587台（自社生産&販売の「ナショナル及びパナソニック」ブランド98万台、他社への供給ブランド「コロナ」・「積水ホームテクノ”ユーリッチ”」計5万台）。作業ではヒートポンプユニット内にあるドレン排水処理部と圧縮機の腐食状況点検を行い、（底板内に水が溜まっても防音材が吸水しないよう下端をカットした）対策済み防音材と交換するか、ヒートポンプユニットを本体ごと対策済み製品と交換する（ヒートポンプユニット本体の対策品準備が整うまでの応急処置として、現在使用中のヒートポンプユニット本体に対策金具を取り付ける場合あり）。
点検・修理の申込は、専用フリーダイヤル（0120-871-381）とパナソニック公式サイト「エコキュートリコール社告」項にある専用申込フォームから受け付ける。住宅メーカー・量販店・工務店・パナソニックショップ経由で販売された場合は販売店などからもユーザーへ連絡が入る場合がある。

#### インターホン安全審査での不正
同社が製造した共同住宅用インターホン数十万台のうち、少なくとも2005年以降から2,142件について、インターホン工業会の審査において不正があったことが2020年6月12日に報じられた。
不正の内容は、現場の担当者が手続を周知することなく、音圧を実際に計測しないまま想定値を入力していたとみられ、2020年3月に従業員からの指摘で発覚。同社は「再発防止に努める」とした。
2020年6月21日現在、同社公式ウェブサイト上などではこの件について一切触れていない。

### その他の不祥事

#### 申告漏れ・所得隠し
取引先からの部品の仕入れ価格について、割引があったにもかかわらず原価のまま経費計上していたとして、大阪国税局から2008年3月期までの数年間で計約1億5000万円の所得隠しを指摘されたことが、2010年6月に発覚した。差額分は取引先にプールされており隠蔽に当たると判断された。
同社は2009年3月期から2011年3月期までの3年間においても、部品の在庫の売却代金などについて同国税局から約118億円の申告漏れを指摘されたことが判明している。ただ、リーマン・ショック直後に当たる2009年3月期に生じた赤字決算との間で相殺が行われ、追徴課税されることはなかった。
2011年3月から2013年3月までの2年間の所得申告についても、海外子会社との取引などをめぐり約100億円の申告漏れを指摘された（うち約3000万円は所得隠しと認定）。

#### 接待などで90人超を懲戒処分
パナソニックが2016年11月1日付で、調達部門などの社員90人超が、部品納入メーカーの担当者から、社内規定で原則禁止となっている接待を繰り返し受けていたとして、一斉に懲戒処分となっていたことが同月5日に判明した。

#### 違法な長時間労働
2017年3月15日、富山県の工場の従業員に労使協定の上限を超える違法な時間外労働をさせていたとして、富山労働局砺波労働基準監督署から労働基準法違反の疑いで、法人としてのパナソニックと工場で労務管理を担当していた幹部2人が書類送検された。これを受け同月18日、大阪労働局から厚生労働省による税制上の優遇制度「プラチナくるみん」の認定を取り消された。

#### パワーハラスメントによる内定者の自殺
パナソニック子会社でグループの主要会社の一つであるパナソニック産機システムズにおいて、2019年4月入社予定であった内定者が、当時の人事課長から内定者SNS「エアリーフレッシャーズ」）を通してさまざまなパワーハラスメント行為を受け、それを苦に同年2月に自殺した。

#### 新疆ウイグル問題への関与疑惑
2020年3月にオーストラリア戦略政策研究所（ASPI）が出した調査報告書『UYGHURS FOR SALE, ‘Re-education’,forced labour and surveillance beyond Xinjiang（日本語: 売り物のウイグル人–新疆地区を越えての「再教育」、強制労働と監視）』で、ウイグル族を強制労働させている疑いのある中国の工場がサプライチェーンの中に含まれている可能性のある、世界の有力企業80社超のうちの1社として名前を挙げられている。ただし、調査報告書の中でパナソニックは、アディダス、ボッシュなどとともに、強制労働に関与するサプライヤーとの直接の契約関係はないと述べている企業として報じられている。パナソニック側は、2021年6月24日の株主総会において「サプライチェーンで強制労働が行われているという認識は持っていない」と表明している一方、人権団体ヒューマンライツ・ナウと日本ウイグル協会が2020年4月30日に出した公開質問状に対しては、名指しされた日本企業11社の中で唯一回答していない。2021年4月8月にヒューマンライツ・ナウと日本ウイグル協会の両団体が出した報告書では「2 回の書面での質問状に加えて電話での問い合わせにも完全に無視を続けるパナソニックの対応には絶望的な思いがする」と記載されている。

#### 実務経験不足者が国家資格を取得
同社や子会社、関連会社の520人強の技術者が、施工管理技士などの資格を取得する際に、実務経験の条件を満たしていなかったことが、2021年8月に明らかになった。2020年に同社が第三者委員会を設置し調査していたもので、同社は、社員に資格を返上させると共に、処分を検討している。

#### 外部サイトの画像を使用
2024年5月、同年6月に発売予定のデジタルカメラ「LUMIX」のサイトにおいて、同製品のオートフォーカス機能などを説明する際に外部の画像提供サイトから許諾を得た画像を使用していたとして謝罪した。